# География России
Россия — трансконтинентальное государство, расположенное на востоке Европы и на севере Азии. Занимает около 1⁄3 территории Евразии и 1⁄8 всей земной суши; по занимаемой территории является крупнейшим в мире государством. Европейская часть страны (около 23 % площади) включает территории к западу от Уральских гор (границу условно проводят по восточному подножию гор Урала и по Кумо-Манычской впадине; реже — по водоразделу Большого Кавказа). Азиатская часть России, занимающая большую часть территорий (около 77 % площади), лежит к востоку от Урала и называется также Сибирью (однако точное определение границ Сибири является вопросом спорным) и Дальним Востоком. Спорным вопросом также является расположение владений России в третьей части света — Америке. Так, Командорские острова могут считаться продолжением Алеутской гряды, которая находится в Америке.
Крайняя северная точка России — мыс Флигели на острове Рудольфа архипелага Земля Франца-Иосифа (81°51′ с. ш.), крайняя восточная точка — остров Ратманова в Беринговом проливе (западный из двух островов Диомида, 169°0′ з. д.). Крайние северная и восточная материковые точки России: мыс Челюскина на полуострове Таймыр (77°43′ с. ш.) и мыс Дежнёва на Чукотке (169°39′ з. д.). Данные крайние точки одновременно являются и соответствующими крайними точками Евразии. Крайняя южная точка России (41°11′ с. ш.) находится к юго-западу от горы Базардюзю, на границе Дагестана с Азербайджаном. Крайняя западная точка лежит в Калининградской области под 19°38′ в. д., на Балтийской косе Гданьского залива Балтийского моря; но Калининградская область является полуэксклавом, а основная территория России начинается восточнее, под 27°17′ в. д., на берегу реки Педедзе в Псковской области на границе с Эстонией. Таким образом, протяжённость территории России с севера на юг превышает 4000 км, с запада на восток — приближается к 8000 км . Площадь составляет 17 125 191 км2 (чуть меньше континента Южная Америка), причём на европейскую часть приходится около 3 960 000 км² (23 % всей территории), а остальные 13 100 000 км2 — на азиатскую (77 % всей территории). Таким образом, в обеих частях света Россия является крупнейшим по территории государством.
Географический центр России находится на территории Красноярского края, у юго-восточного берега озера Виви.
Общая протяжённость границ России — 60 933 км (из них 38 808 км — морские границы); границы России на севере и на востоке — морские, на юге и на западе — в основном сухопутные. Страна имеет сухопутные границы с Казахстаном (7598,6 км), Китаем (4209,3 км), Монголией (3485 км), Украиной (2245,8 км), Финляндией (1325,8 км), Белоруссией (1239 км), Абхазией (245,0 км), Южной Осетией (74,0 км), Грузией (561,0 км без учёта Абхазии и Южной Осетии, с ними — 879,9 км), Эстонией (466,8 км), Азербайджаном (350 км), Литвой (288,4 км), Латвией (270,5 км), Польшей (236,3 км), Норвегией (219,1 км), КНДР (39,4 км); морские границы с Японией (194,3 км) и США (49 км).
Несмотря на то, что Россия по площади является крупнейшей страной мира, климатические и почвенные условия на большей части её территории не благоприятствуют ведению сельского хозяйства. В силу своей огромной площади Россия — страна природных контрастов: средние температуры самого тёплого месяца колеблются от +1 °C в заполярных районах до +25 °C на Прикаспийской низменности, самого холодного месяца — от +6 °C на Черноморском побережье до −50 °C в северо-восточной Сибири:51.
В России находятся самое глубокое озеро мира (Байкал), длиннейшая река Европы (Волга) и наибольшее озеро Европы (Ладожское), полюс холода Северного полушария (Верхоянск / Оймякон), а также высочайшая вершина Европы (Эльбрус).
Основная часть России лежит между 40° с. ш. и 70° с. ш.

## Административно-территориальное деление

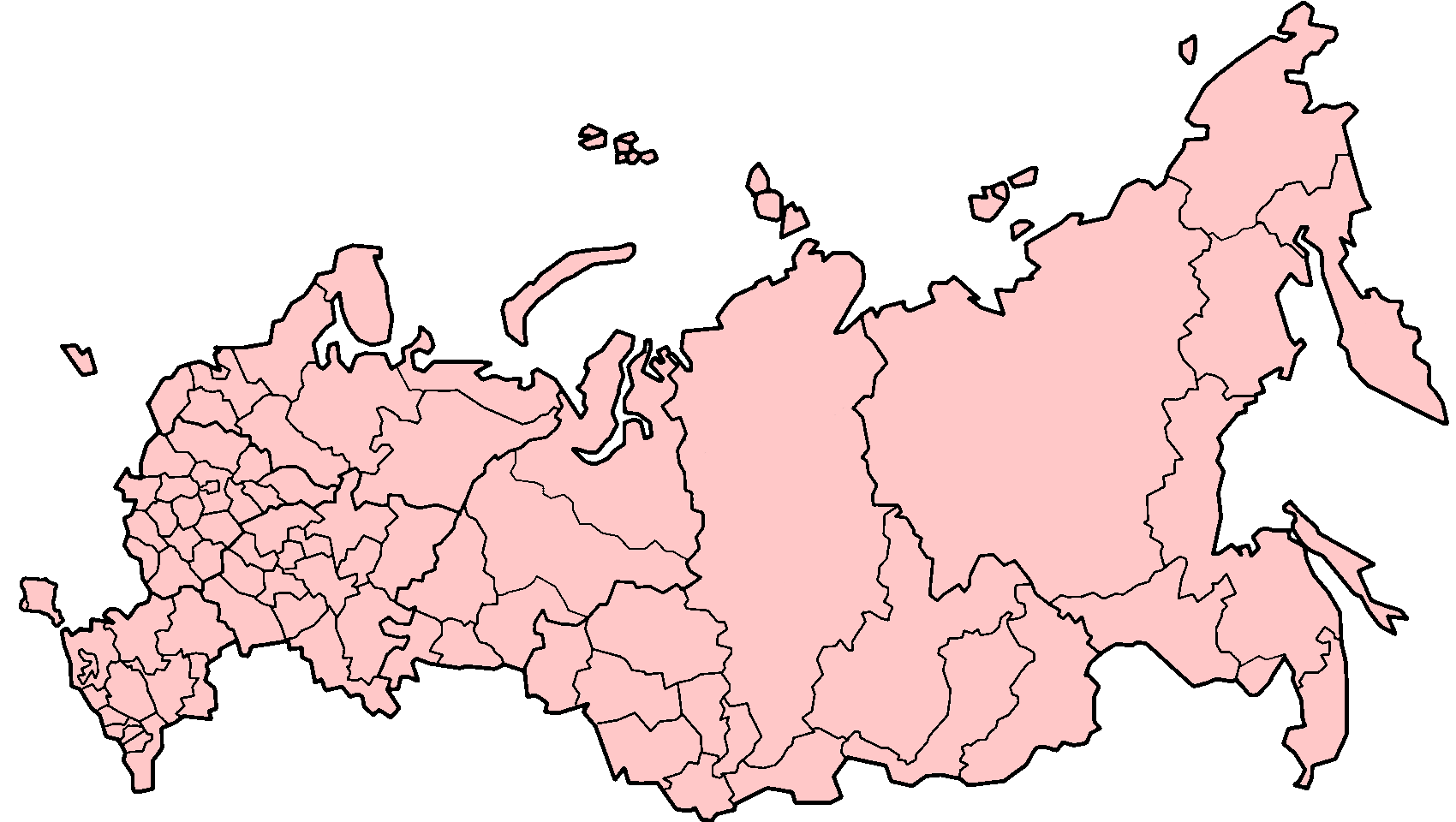
Федеративное устройство России (после 18 марта 2014 года)

Границы субъектов Российской Федерации большей частью повторяют границы автономных республик, краёв, областей, автономных областей и автономных (до 1977 г. — национальных) округов РСФСР; изменения коснулись лишь некоторых регионов. По состоянию на 2014 год РФ включает 85 субъектов: 22 республики, 9 краёв, 46 областей, 4 автономных округа и 1 автономную область; Москва, Санкт-Петербург и Севастополь являются городами федерального значения — отдельными субъектами Российской Федерации. В 2000 году территория России была разделена на 7 федеральных округов — Центральный, Северо-Западный, Приволжский, Южный, Уральский, Сибирский и Дальневосточный. В январе 2010 года из состава Южного федерального округа был выделен новый, Северо-Кавказский федеральный округ:8-9. В марте 2014 года была осуществлена аннексия Крыма Российской Федерацией, в 2014—2016 годах на полуострове существовал Крымский федеральный округ, позднее включённый в состав Южного федерального округа.
Республики, автономные округа и автономная область сформированы по национальному признаку (свои национальные образования имеют татары, некоторые кавказские и финно-угорские народы, коренные народы Сибири и др.). Крупнейшие по площади субъекты находятся в азиатской части (в том числе наибольший по площади — Республика Саха (Якутия)). Наименьшую площадь среди субъектов РФ в пределах контролируемой Россией территории имеет Севастополь, а без учёта аннексированного Крыма — Санкт-Петербург. Самые крупные по численности населения субъекты Федерации — Москва и Московская область, за ними идёт Краснодарский край.

## Рельеф
С точки зрения геологической структуры и рельефа территорию России можно разделить на две основных части, восточную и западную, граница которых пролегает примерно по Енисею. Западная часть — преимущественно равнинная, с невысокими холмами и возвышенностями; в восточной части преобладают горы (хотя имеется и несколько крупных низменностей). Принимая во внимание эти топологические факторы, на территории России можно выделить шесть основных орографических частей: Фенноскандию, Восточно-Европейскую равнину, Уральские горы, Западно-Сибирскую равнину, Среднесибирское плоскогорье, горы юга и востока России.:34
Равнины занимают 2/3 территории России — около 11,5 млн км², горные системы — 1/3 России — около 6 млн км². Лесной фонд РФ составляет 1,15 млрд га. Леса занимают 33,5 % площади страны.

### Фенноскандия
Фенноскандия (или Кольско-Карельский регион) находится на северо-западе Европейской части России, между финской границей и Белым морем, и в основном соответствует Балтийскому кристаллическому щиту. Отличается преобладанием денудационно-грядовых возвышенностей, глыбовых низкогорий (Хибины), морской, озёрно-ледниковой и сельговой равнины (поскольку в антропогеновое время территория Фенноскандии являлась центром оледенения, ледниковых форм рельефа здесь много). Наибольшая высота — 1190 м, но преобладают высоты меньше 200 м. Невысокие горы чередуются с заболоченными низинами. Много озёр (в основном в Карелии). В центральной части Кольского полуострова — остатки древних кор выветривания. Полезные ископаемые в Хибинах залегают, как правило, недалеко от поверхности:34,39.

### Восточно-Европейская (Русская) равнина

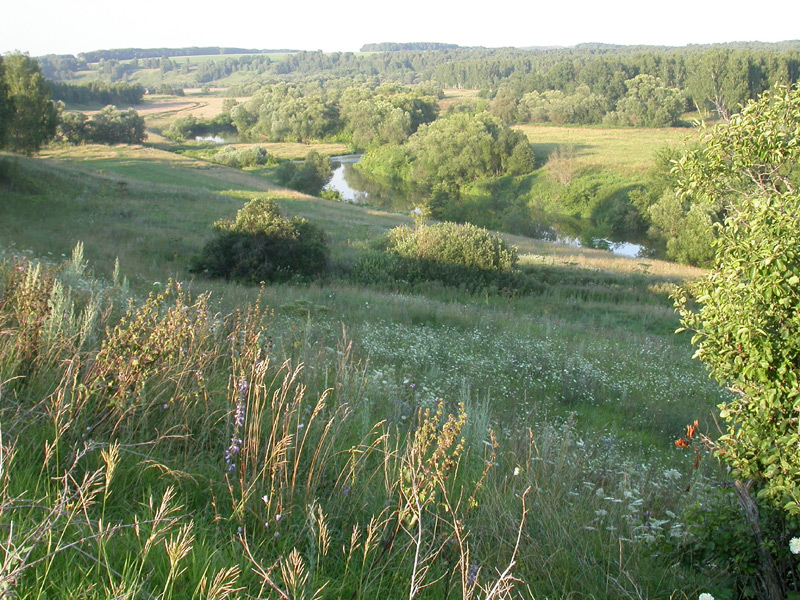
Среднерусская возвышенность. Долина реки Осётр.

Значительная часть Европейской территории России расположена на одной из крупнейших равнин мира — Восточно-Европейской (Русской), протяжённость которой с запада на восток, от границ страны до Урала, достигает 1600 км, а с севера на юг, от морей Северного Ледовитого океана до Кавказских гор и Каспийского моря, — 2400 км площадь более 400 млн га 4 млн км²; амплитуда новейших тектонических движений здесь низка; основные черты рельефа сформировались в позднем кайнозое. Бо́льшая часть территории Восточно-Европейской равнины лежит ниже 200 м над уровнем моря; высшая точка — 343 м — находится на Валдайской возвышенности. Тем не менее, характер рельефа Русской равнины довольно сложен. К северу от широты Москвы преобладают ледниковые формы рельефа — в том числе моренные гряды, из которых наиболее известные — Валдайская и Смоленско-Московская возвышенности (последняя в высоту достигает 314 м); распространены моренные, зандровые, озёрно-ледниковые низменности. К югу от широты Москвы возвышенности, направленные преимущественно в меридиональном направлении, чередуются с равнинными участками. На возвышенностях многочисленны овраги и балки. На западе находится Среднерусская возвышенность (максимальная высота 293 м), разделяющая верховья Днепра, Оки и Дона; здесь долины небольших рек чётко выражены; при этом крупные реки имеют широкие неглубокие поймы; местами отмечено сильное влияние эоловых процессов, образование дюн. Восточнее расположена Приволжская возвышенность, достигающая высоты 381,2 м и круто обрывающаяся к реке. Низовья Волги находятся в пределах Прикаспийской низменности, отдельные участки которой имеют высоту 90 м ниже уровня моря. К югу Восточно-Европейская равнина простирается вплоть до отрогов Большого Кавказа. Обширные Кубанская и Кумская низменности разделены Ставропольской возвышенностью, где преобладают высоты от 300 до 600 м (в верховьях Кумы имеется и группа островных гор высотой до 1401 м). Хозяйственная деятельность человека сильно изменила рельеф Восточно-Европейской равнины:40-42.

### Уральские горы

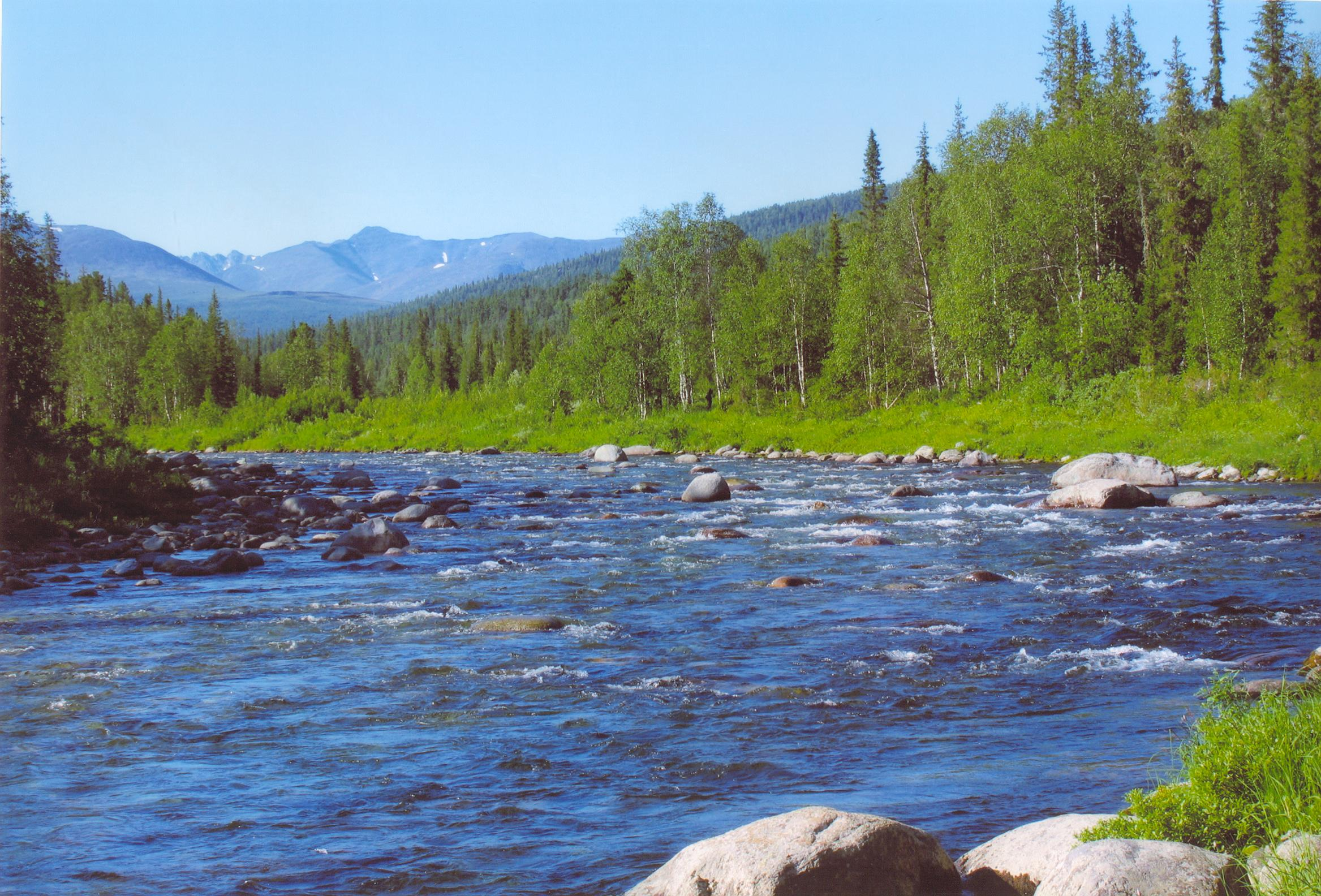
Река рядом с селом Саранпауль, Уральские горы

На восточной границе Восточно-Европейской равнины пояс невысоких (350—460 м) возвышенностей и гор предваряет хребты собственно Уральских гор, протянувшихся на 2100 км с севера на юг, от Северного Ледовитого океана до границы с Казахстаном. Будучи исторической границей между Европой и Азией, Уральские горы не являют собой существенный природный рубеж; несмотря на то, что гора Народная — высочайшая вершина Урала — достигает 1895 м, горная система состоит большей частью из прерывистых параллельных хребтов, вершины которых имеют высоты преимущественно 900—1500 м; между хребтами имеется несколько обширных перевалов, по крупнейшему из которых — между Пермью и Екатеринбургом — и проходят удобные автомобильные и железнодорожные магистрали, соединяющие европейскую часть России с азиатской; в составе Уральских гор выделяют Полярный Урал, Приполярный Урал, Северный Урал, Средний Урал и Южный Урал; последний на юге переходит в невысокие мелкосопочные горы Мугоджары, расположенные на территории Казахстана. Во многих районах Урала имеются богатые залежи полезных ископаемых. На севере сохранились следы ледников. На востоке Урала — Урало-Тобольское плато, Ивдель-Туринское грядовое мелкогорье. Геологически Новая Земля является продолжением Уральского хребта и пересекает два климатических пояса.

### Западно-Сибирская равнина
Рельеф Западно-Сибирской равнины — один из самых однородных в мире. Занимая общую площадь в 300 млн га 3 млн км², Западно-Сибирская равнина протянулась с запада на восток, от Урала до Енисея, на 1900 км, с севера на юг, от Северного Ледовитого океана до Алтайских гор, — на 2400 км. Лишь на крайнем юге высоты превышают 200 м; подавляющая часть равнины имеет высоту менее 100 м над уровнем моря; (на юге также денудационный). Такие характерные для Западной Сибири черты рельефа, как обширные поймы и огромные болота, особенно распространены в северной части равнины; рельеф к северу от широтного участка реки Обь сформирован под влиянием трансгрессий моря и ледников. На северо-западе и на северо-востоке Западно-Сибирской равнины рельеф аккумулятивный ледниковый, образованный ледниками, спускавшимися с гор Северного Урала и плато Путорана. Долины крупных рек террасированы. На полуостровах Ямал и Гыдан — эоловые дюны. Относительно возвышенные и сухие территории, где сосредоточена основная часть населения Западной Сибири, расположены к югу от 55° с. ш.:43

### Среднесибирское плоскогорье

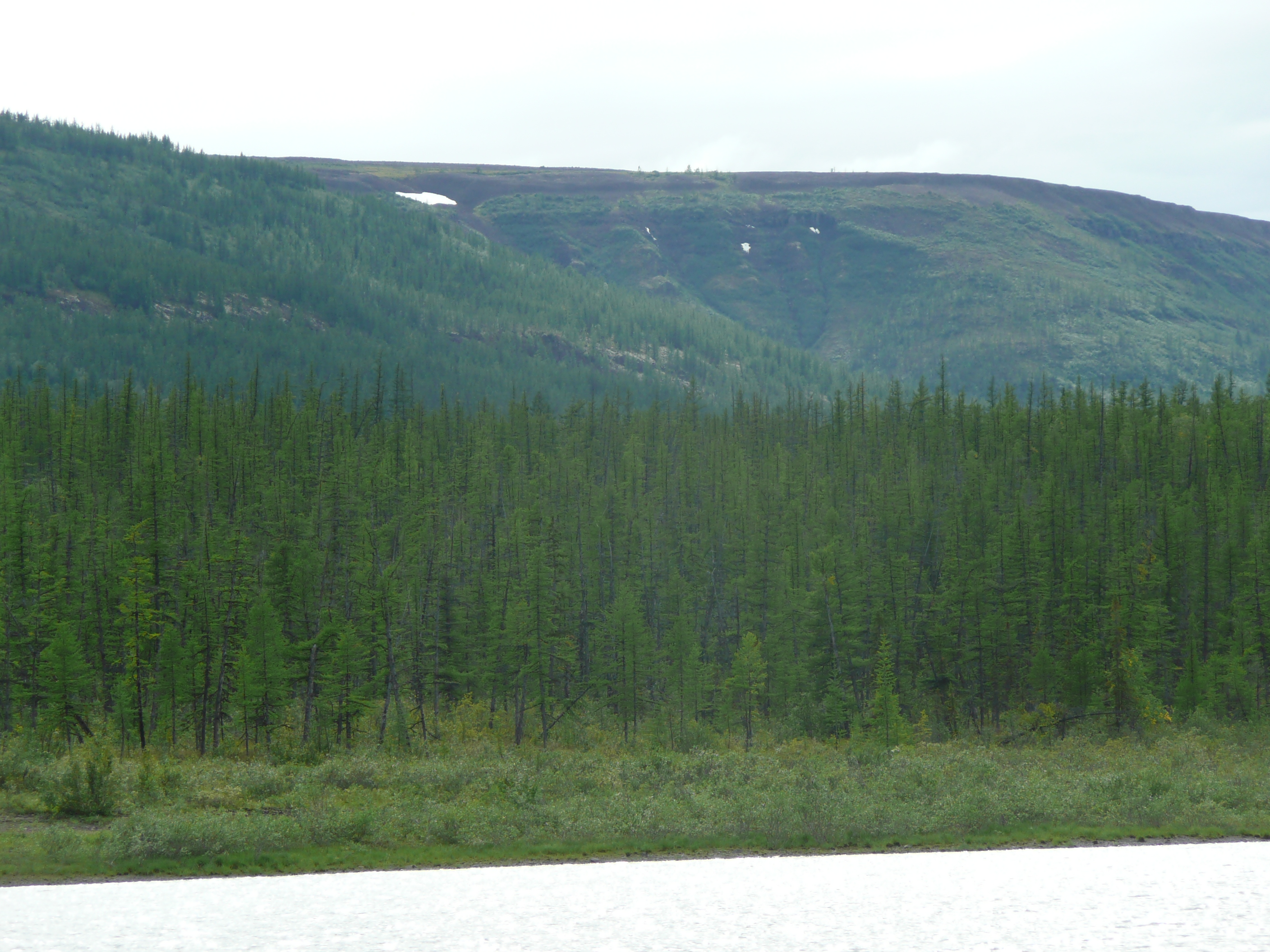
Среднесибирское плоскогорье, вид с реки Нижняя Тунгуска (плато Путорана)

Расположенное на территории между реками Енисей и Лена Среднесибирское плоскогорье состоит из нескольких сильно расчленённых плато с преобладающими высотами 320—740 м. Высочайшее плато плоскогорья — Путорана (максимальная высота 1700 м) — находится на севере Средней Сибири и расчленено долинами рек и ледниковыми трогами; другие высокие плато — Лено-Ангарское и Сыверма; наиболее высокие кряжи — Енисейский (1104 м) и Ангарский. На юге плоскогорье граничит с хребтами Восточного Саяна и горами Прибайкалья. К северу от плоскогорья находится обширная Северо-Сибирская низменность; далее к северу — горы Бырранга на полуострове Таймыр (высота до 1146 м). На востоке Среднесибирское плоскогорье сменяется невысоким Приленским плато. В междуречиях — денудационно-структурные террасы, карстовые и ледниковые формы рельефа, древние галечники:43.

### Горы юга и востока России

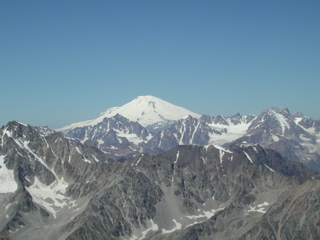
Высшая точка России — гора Эльбрус

На юге России, между Чёрным и Каспийским морями, расположена горная система Большой Кавказ, формирующая естественную границу России с Абхазией, Грузией, Южной Осетией и Азербайджаном и простирающаяся более чем на 1100 км с северо-запада на юго-восток. Высшая точка Кавказских гор — стратовулкан Эльбрус (5642 м) — является не только высочайшей горной вершиной России, но и высшей точкой всей Европы. Геологически Кавказские горы входят в состав системы Карпатские горы — Крымские горы — Тянь-Шань — Памир. Главный хребет Большого Кавказа — Водораздельный (Главный Кавказский) с альпинотипным рельефом, широким распространением нивальных и ледниковых процессов (в большей степени выраженных на западе Большого Кавказа), к северу от него, за продольной Североюрской эрозионной депрессией, — несколько менее высоких параллельных хребтов (в том числе моноклинальных).
Южную и юго-восточную часть аннексированного Крымского полуострова занимают Крымские горы.
Высочайшая горная система южной Сибири — Алтай (высота до 4506 м, гора Белуха), в составе которой — ряд субпараллельных хребтов (Катунский, Северо-Чуйский и др.) с современным ледниковым рельефом и межгорных впадин («степей»); её продолжением является V-образная система Западного Саяна (высота до 3121 м) и Восточного Саяна (высота до 3491 м), окружающая высокую Тувинскую котловину; в Восточном Саяне ледниковый рельеф не распространён, поверхности гольцов куполовидные, с нагорными террасами; в Западном Саяне — сильно расчленённый эрозионно-денудационный рельеф; имеется 61 каровый ледник. Второстепенные хребты Алтая и Саян (кряж Салаир, 590 м; Кузнецкий Алатау, 2178 м; Горная Шория, 1560 м; Абаканский хребет, 1984 м и др.) отходят к северу, окружая Кузнецкую и Минусинскую котловины.
Горы, окружающие Байкал (Байкальский хребет, 2588 м; Баргузинский хребет, 2841 м; хребет Кодар, 2999 м; и др.), сформированы в результате геологического разлома; крупнейшие разломы отделяют высокие горные хребты и плато от низменных долин и котловин. Особенностью рельефа здесь являются глубокая (до 1637 м) впадина Байкала и высокие (до 2841 м) горы, круто обрывающиеся к западному берегу озера; таким образом, перепад высот в районе Байкала превышает 4500 м. Горы Забайкалья преимущественно невысокие, с развитым гольцовым и денудационным рельефом; наибольшую высоту имеет Даурский свод (Барун-Шебетский голец — 2524 м). На юго-западе Витимского плоскогорья — древние вулканы (Мушкетова, Обручёва, Лопатина и др.).
К востоку от Енисея горы занимают бо́льшую часть территории и выходят к берегам Тихого океана. Этот район по линии Станового хребта можно условно разделить на две части — северную и южную. В южной части Дальневосточного горного пояса — неоген-четвертичный вулканизм; весь пояс (кроме крайнего юга) расположен в пределах распространения многолетней мерзлоты. Рельеф отдельных территорий сильно изменён хозяйственной деятельностью человека (добычей полезных ископаемых).

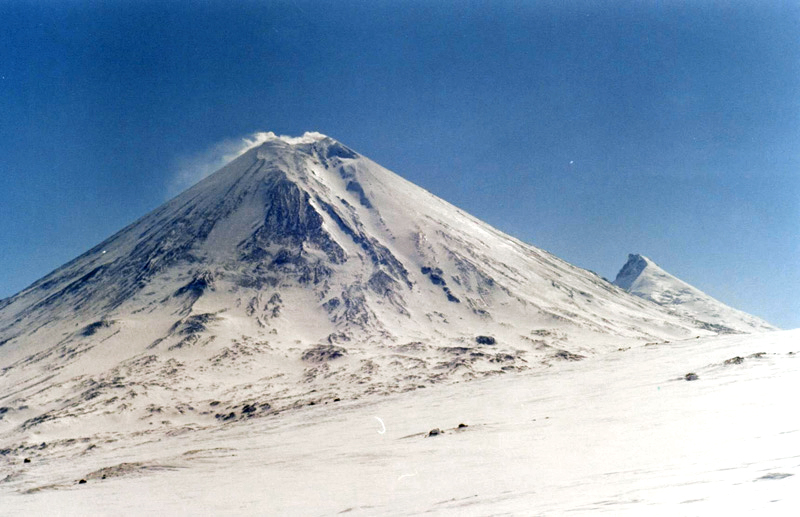
Действующий вулкан Ключевская Сопка, Камчатка

Становой хребет (максимальная высота 2142 м) длиной около 400 км протянулся в широтном направлении к Тихому океану и разделяет бассейны Амура и Лены; в рельефе Станового хребта широко распространены плоскогорья. Северо-восточным продолжением Станового хребта является хребет Джугджур, тянущийся вдоль берега Охотского моря; его линию на Чукотском полуострове продолжает Колымское нагорье. От этой прибрежной цепи гор отходит ряд хребтов, направленных на северо-запад; из них крупнейшие — хребет Сунтар-Хаята и его продолжение — Верхоянский хребет (высшая точка — 2389 м), идущий вдоль нижнего течения Лены; хребет Черского (высота до 3147 м, гора Победа). Преобладает средне-низкогорный рельеф; распространены криогенные формы рельефа. С севера к этим хребтам примыкает болотистая Колымская низменность, выходящая к Северному Ледовитому океану. Небольшая низменная полоса между Охотским и Беринговым морями отделяет эту горную систему от Камчатско-Курильской горной провинции, где Корякское нагорье и Срединный хребет, направленные с северо-востока на юго-запад, достигают высот 2562 и 3621 м соответственно. Срединный хребет — главная горная цепь полуострова Камчатка, являющегося зоной активного вулканизма; некоторые из вулканических пиков довольно высоки; здесь находится высочайшая (4750 м) вершина Дальнего Востока — действующий вулкан Ключевская Сопка; имеется ещё несколько вулканов высотой более 3000 м (Ичинская, Кроноцкая, Корякская сопки и др.). Вулканическая зона Камчатки продолжается далее в юго-западном направлении по цепи Курильских островов к Японии. Курильская островная дуга с 85 вулканами (наибольшая высота — 2339 м) состоит из двух субпараллельных дуг, разделённых глубокой (до 3000 м) котловиной.
На юге Дальнего Востока имеется ряд высоких горных хребтов, из которых наиболее значительный — Сихотэ-Алинь (до 2090 м высотой) между Амуро-Уссурийскими низменностями и Тихим океаном, характеризующийся преобладанием низкогорного эрозионно-денудационного рельефа. К западу от нижнего течения Амура протянулся Буреинский хребет (максимальная высота — 2167 м) с платообразным рельефом и глубокими плейстоценовыми долинами.
Один из самых длинных и широких проливов Северного полушария, Татарский пролив (шириной до 328 км в самом широком месте) отделяет от материка остров Сахалин, имеющий протяжённость около 970 км с севера на юг и 30 км с запада на восток в самом узком месте. В северной части острова — низменная денудационная Северосахалинская равнина, в южной — параллельные Восточный (до 1609 м) и Западный (до 1325 м) Сахалинские хребты, между которыми расположена Тымь-Поронайская равнина.
Горы Дальнего Востока — одна из наиболее сейсмоопасных зон России (так, например, в 1995 сильным землетрясением был полностью разрушен посёлок Нефтегорск на Сахалине):43-50.

## Геологическое строение и полезные ископаемые

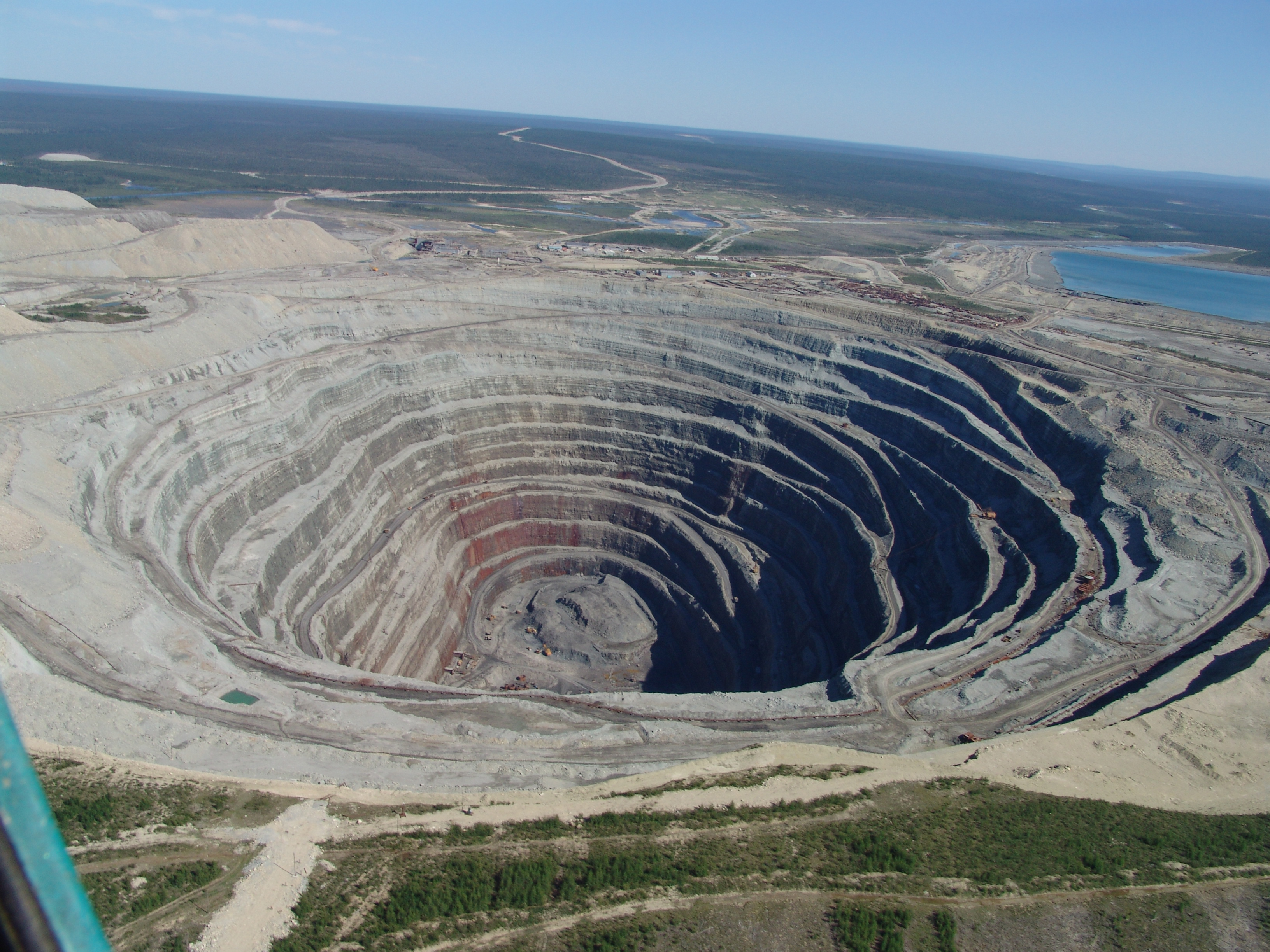
Добыча алмазов в Якутии, Трубка Удачная

Геологически территория России расположена на двух крупных платформах — Восточно-Европейской и Сибирской — и в нескольких складчатых областях (в пределах России выделяют области докембрийской, раннепалеозойской, позднепалеозойской, мезозойской и кайнозойской складчатостей). В центральных частях двух древних платформ, имеющих доверхнепалеозойский, неоднократно метаморфизированный, проплавленный гранитами кристаллический фундамент, находятся участки докембрийской карельской складчатости, к которым примыкают области древней байкальской складчатости. Раннепалеозойские платформы охватывают территорию архипелага Северная Земля и — частично — полуострова Таймыр. Герцинские платформы позднепалеозойской складчатости располагаются в пределах Западно-Сибирской и Северо-Сибирской низменностей. Платформы мезозойской складчатости приурочены к территории Сибири восточнее реки Лены и к югу Дальнего Востока. Камчатка, Курильские и Командорские острова, Сахалин, Кавказ относятся к областям новейшей — кайнозойской — складчатости, где складкообразование, сопровождающееся активным вулканизмом, продолжается по настоящее время. В бассейне реки находится область эпиплатформенной активизации, включающая изменённые в кайнозое структуры карельской, байкальской, каледонской, герцинской и мезозойской складчатостей.
Россия обладает крупнейшими в мире запасами минерального сырья. В 2002 году добывающими отраслями обеспечивалось не менее 33 % ВВП страны. В России находится до 75 % мировых запасов природного газа, до 18 % запасов нефти, до 10 % урана (9-е место), до 40 % никеля, до 30 % угля (3-е место). На начало 2000-х было разведано свыше 20 000 месторождений:30.
Крупнейший нефтегазоносный бассейн расположен в Западной Сибири. Крупнейшее нефтяное месторождение — Самотлор в Тюменской области. Значительные запасы нефти и газа имеются также на Северном Кавказе, в Поволжье, на Урале, в бассейне Печоры, в палеозойских и мезозойских отложениях Восточной Сибири, на острове Сахалин. Крупные газовые месторождения — Уренгойское, Ямбургское, Заполярное, Астраханское и другие. Крупнейшее месторождение угля — Кузнецкий бассейн («Кузбасс»).
Россия обладает крупнейшими запасами железной руды. Руды высокого качества залегают в районе Курской магнитной аномалии.
Россия хорошо обеспечена рудами важнейших цветных металлов (за исключением марганца, хрома, алюминия, титана). Месторождения бокситов располагаются в основном на севере Урала. Наиболее богатые месторождения медно-никелевых руд находятся в районе Норильска; разведаны месторождения меди на Северном Кавказе, Урале, в Восточной Сибири. Важнейшие оловянные месторождения расположены в Восточной Сибири и на Дальнем Востоке, свинцовые и цинковые — на Северном Кавказе, Алтае, в Прибайкалье, Забайкалье, на Дальнем Востоке. Основные запасы вольфрама и молибдена сосредоточены на Северном Кавказе и Дальнем Востоке. Месторождения ртути разведаны на Дальнем Востоке. В Приморье разрабатываются крупные месторождения бора (боросиликаты), флюорита, плавикошпатовых руд.
Горы Кольского полуострова богаты апатито-нефелиновыми рудами. Крупные месторождения асбеста находятся в Туве, на Урале. На Восточно-Европейской равнине имеются месторождения фосфоритов, различных строительных материалов. Бо́льшая часть запасов калийных солей сосредоточена в Верхнекамском месторождении (Пермский край). Во многих горных районах страны — месторождения драгоценных и полудрагоценных камней (аметистов, гранатов, яшм, родонита, нефрита и др.); в Якутии и в Архангельской области — алмазные месторождения:20-34.
Месторождений в России ~200тыс, запасы нефти 14 млрд т 88 млрд барр, угля 50 млрд т 31,2 млрд м³, желез руды 264 млрд т, торфа 160 млрд т, золота 25т, алюминиевой руды 200 млн т, медной руды 20 млн тонн.

## Гидрография
Россия — одна из наиболее водообеспеченных стран мира. Страна обладает одними из крупнейших в мире запасами пресной воды. Поверхностные воды занимают 12,4 % территории России, при этом 84 % поверхностных вод сосредоточено к востоку от Урала; многие густозаселённые районы Европейской части России испытывают нехватку водных ресурсов. В структуре водоиспользования преобладают производственные нужды.
Статические запасы пресной воды ~90тыс км³
Динамические запасы воды ~4260 км³\год

### Реки

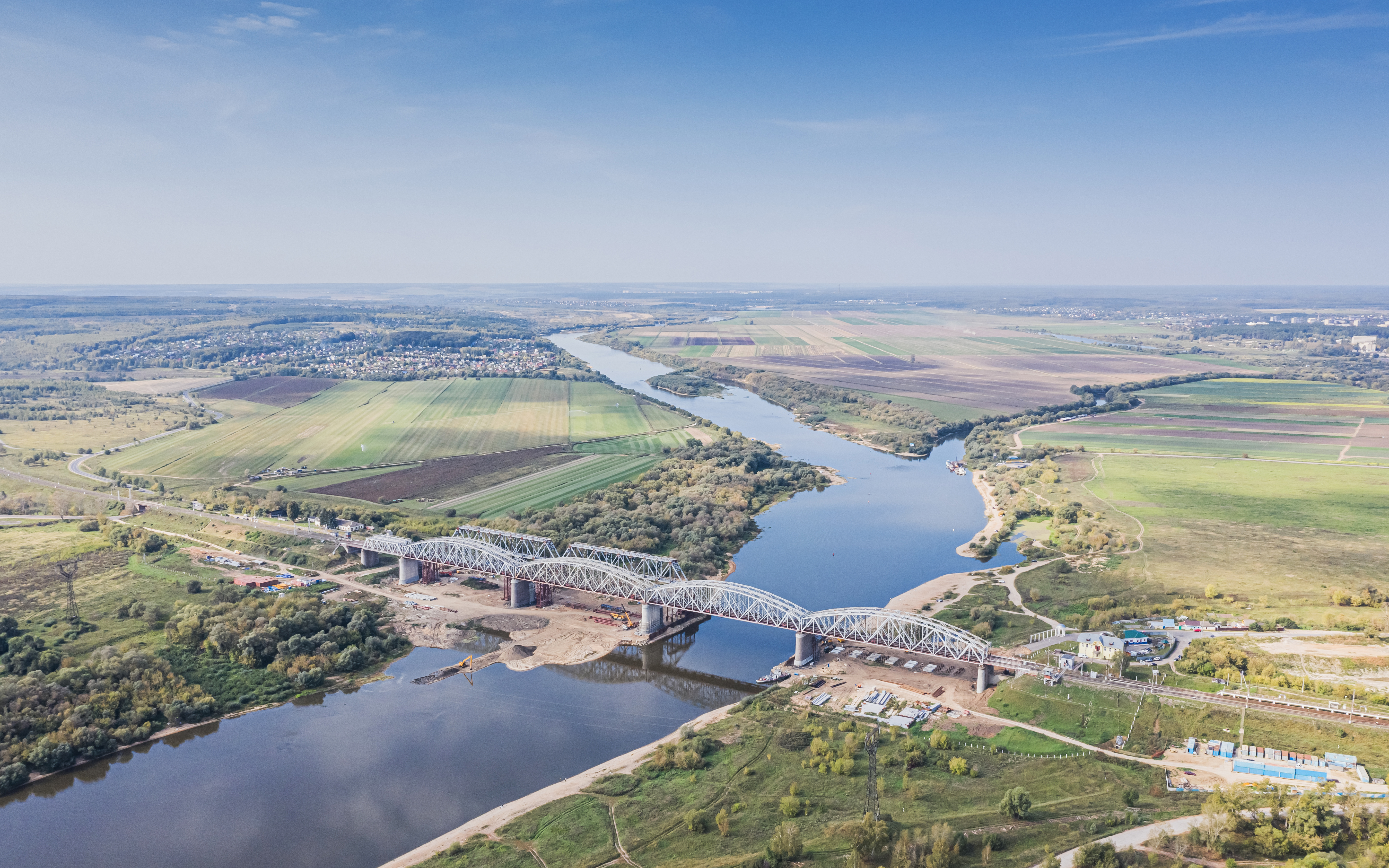
Река Ока в районе города Серпухова

Значительная часть населения страны в настоящее время проживает по долинам рек. Некоторые из рек России — как, например, Волга — являются важными экономическими артериями. Общая протяжённость российских рек превышает 8 млн км. (при этом 90 % рек имеют длину менее 100 км); всего в России более 2,5 млн рек. В Азиатской части России протекают 40 рек длиной свыше 1000 км. Крупнейшие дельты — у рек Лена и Волга, эстуарии — у Оби и Енисея. Россия занимает второе место (после Бразилии) по величине суммарного речного стока; на одного россиянина приходится 23 тыс. м³ речного стока в год. Почти все реки имеют смешанный тип питания. На большинстве рек России ежегодно наблюдается ледостав; лишь некоторые реки юга Европейской части России покрываются льдом не каждый год. Реки России относятся к пяти основным бассейнам — Черноморскому, Каспийскому, Арктическому, Балтийскому и Тихоокеанскому.
В 2018г стартовала гос. программа «Чистая вода», в течение нескольких лет доступ к чистой воде, должны иметь ~91 % россиян.
Европейская часть России дренируется реками четырёх бассейнов — Северного Ледовитого океана, Балтийского, Чёрного и Каспийского морей. К бассейну Чёрного моря относятся Днепр (в России лишь верхнее течение), Кубань (870 км) и — через Азовское море — Дон (длиной 1870 км). Относительно небольшой участок на северо-западе Европейской части России имеет сток в Балтийское море. Наиболее значительная по значению река этого бассейна в России — Нева (74 км), по длине — Ловать (530 км), Великая (430 км), Волхов (224 км). Крупнейшая река бассейна Каспийского моря — Волга — является и крупнейшей рекой Европы. Беря начало на Валдайской возвышенности в Тверской области, Волга преодолевает 3530 км на пути к Каспию. Волга имеет четвёртую по величине в России площадь бассейна (1,38 млн км²), уступая по этому показателю лишь Оби, Енисею и Лене. На берегах Волги располагаются четыре из тринадцати крупнейших по численности городов России — Нижний Новгород, Казань, Самара и Волгоград; густо заселены и берега главного притока Волги — Камы (особенно в нижнем течении). Будучи связанными несколькими судоходными каналами, реки Европейской части России имеют большое транспортное значение. По Волжской речной системе осуществляется 2/3 внутренних водных перевозок России.
Самый обширный из российских речных бассейнов — Арктический (бассейн Северного Ледовитого океана), лежащий большей частью в Сибири, но включающий также и север Европейской части России. К этому бассейну относятся величайшие реки Сибири — Обь (длиной 3650 км) с Иртышом (5410 км), Енисей (4090 км) и Лена (4400 км). Бассейны вышеперечисленных рек в общей сложности занимают 8,1 млн км² в Западной Сибири, Восточной Сибири и на Дальнем Востоке к северу от Станового хребта; их суммарный сток в Северный Ледовитый океан составляет 49 554 м³/с. Другие реки Арктического бассейна менее значительны; в Европейской части России основные — Северная Двина с Вычегдой, Сухоной (и с Югом — 1318 км) и Печора (1809 км), в Азиатской — Индигирка (1726 км) и Колыма (2129 км). Крупнейшие реки Сибири, текущие в основном с юга на север, обеспечивают транспортную связь между внутренними районами страны и побережьем Северного Ледовитого океана — несмотря на то, что ежегодно на длительное время покрываются льдом. Особенностью сибирских рек является незначительный уклон — например, для Оби он составляет всего 200 м на более чем 2010 км. В верхнем течении сибирские реки нередко вскрываются ранее, чем в нижнем, что ведёт к образованию ледяных заторов. Во время половодья вода затопляет огромные территории, что приводит к появлению многочисленных болот. Одно из крупнейших — Васюганское болото у слияния Оби с Иртышом — занимает площадь в 49 тыс. км².
Оставшаяся часть Сибири (около 4,7 млн км²) орошается реками бассейна Тихого океана, главная из которых — Амур (протяжённостью 2820 км). Бассейн Амура охватывает бо́льшую часть юга Дальнего Востока России и на значительной части своего протяжения формирует российско-китайскую границу. Граница с Китаем в Приморье образована одним из крупнейших притоков Амура — Уссури. К северу от устья Амура водораздел подходит близко к береговой линии, поэтому реки здесь коротки и отличаются бурным течением.
В Европейской части России крупные реки связаны системой каналов; длиннейший в России судоходный канал — Волго-Балтийский (протяжённостью около 1100 км):65-80.
Крупнейшие реки России
| название                                  | длина, км | в том числе в РФ, км | площадь бассейна, тыс. км² | впадает в                       |
| ----------------------------------------- | --------- | -------------------- | -------------------------- | ------------------------------- |
| Обь — Иртыш                               | 5410      | 3050                 | 2990                       | Обскую губу, Карское море       |
| Обь — Чулым — Белый Июс                   | 4565      | 4565                 | 2990                       | Обскую губу, Карское море       |
| Обь — Катунь                              | 4338      | 4338                 | 2990                       | Обскую губу, Карское море       |
| Обь собственно                            | 3650      | 3650                 | 2990                       | Обскую губу, Карское море       |
| Амур — Аргунь — Керулен                   | 5052      | 4133                 | 1855                       | Амурский лиман, Охотское море   |
| Амур — Аргунь — Хайлар                    | 4444      | 4133                 | 1855                       | Амурский лиман, Охотское море   |
| Амур — Шилка — Онон                       | 4279      | 3981                 | 1855                       | Амурский лиман, Охотское море   |
| Амур собственно                           | 2824      | 2824                 | 1855                       | Амурский лиман, Охотское море   |
| Лена — Витим — Витимкан                   | 4692      | 4692                 | 2490                       | Море Лаптевых                   |
| Лена                                      | 4400      | 4400                 | 2490                       | Море Лаптевых                   |
| Енисей — Ангара — Байкал — Селенга — Идэр | 5075      | 4460                 | 2580                       | Енисейский залив, Карское море  |
| Енисей — Малый Енисей (Каа-Хем)           | 4287      | 3930                 | 2580                       | Енисейский залив, Карское море  |
| Енисей — Большой Енисей (Бий-Хем)         | 4123      | 4123                 | 2580                       | Енисейский залив, Карское море  |
| Енисей собственно                         | 3487      | 3487                 | 2580                       | Енисейский залив, Карское море  |
| Иртыш                                     | 4248      | 1900                 | 1643                       | реку Обь                        |
| Волга — Ока                               | 3731      | 3731                 | 1360                       | Каспийское море                 |
| Волга — Кама                              | 3560      | 3560                 | 1360                       | Каспийское море                 |
| Волга                                     | 3531      | 3531                 | 1360                       | Каспийское море                 |
| Нижняя Тунгуска                           | 2989      | 2989                 | 473                        | реку Енисей                     |
| Вилюй                                     | 2650      | 2650                 | 454                        | реку Лена                       |
| Колыма — Кулу                             | 2513      | 2513                 | 643                        | Восточно-Сибирское море         |
| Колыма                                    | 2129      | 2129                 | 643                        | Восточно-Сибирское море         |
| Урал                                      | 2428      | 1550                 | 237                        | Каспийское море                 |
| Оленёк                                    | 2292      | 2292                 | 219                        | Оленёкский залив, море Лаптевых |
| Алдан                                     | 2273      | 2273                 | 729                        | реку Лена                       |

Жирным показаны реки с длинами (км) официальными или наиболее распространёнными в справочниках
Курсивом показаны реки с длинами (км) неофициальными или не распространёнными в справочниках, но превышающими официальные (наиболее распространённые) данные по длине, в том числе с нераспространёнными данными о истоках-притоках реки
Источники:.

### Озёра

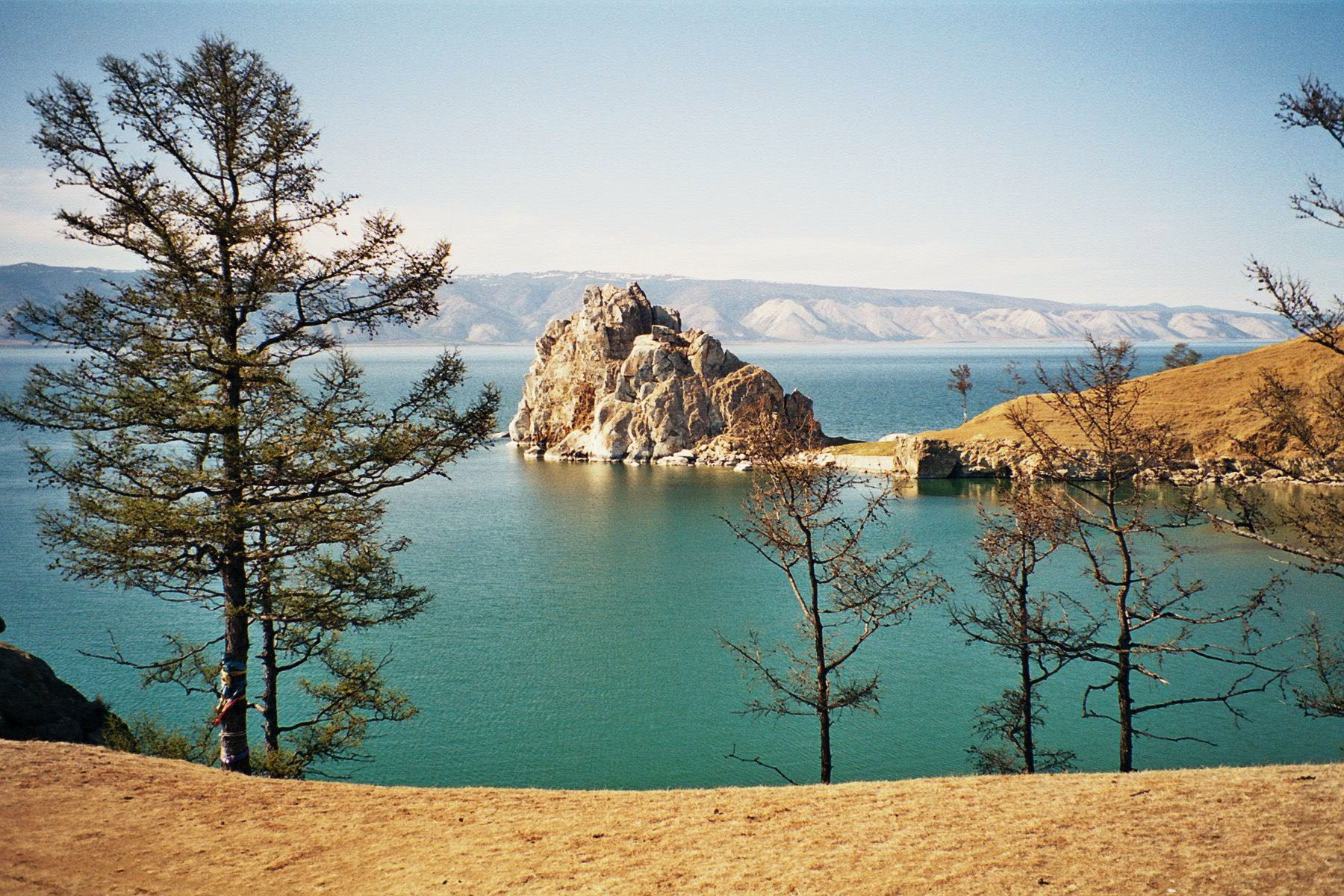
Шаман-скала на острове Ольхон, озеро Байкал

На территории России — свыше двух миллионов озёр суммарной площадью более 350 тыс. км² (без учёта Каспийского моря-озера). Общие запасы озёрных вод достигают 26 тыс. км³. Бо́льшая часть озёр имеет ледниковое происхождение.
Крупнейшие озёра европейской части России (расположенные в основном на её северо-западе) — Ладожское и Онежское (площадью 17 680 и 9720 км² соответственно); Чудско-Псковское озеро на границе с Эстонией (3550 км²); Ильмень (около 1000 км², площадь меняется в зависимости от уровня воды), а также Топозеро, Выгозеро и другие «озёрного края» Карелия.
Крупнейшее озеро Сибири и России (без учёта Каспия) — Байкал — является и самым глубоким в мире; в Байкале содержится 85 % пресной озёрной воды России и 22 % мировых запасов пресной воды. Длина озера — 636 км, средняя ширина — 48 км; общая площадь — 31,7 тыс. км²; наибольшая глубина — 1620 м (большой глубиной отличается также Телецкое озеро (325 м) на Алтае и Хантайское озеро (520 м) в Предтаймырье). Байкал расположен в рифтовой впадине и имеет возраст приблизительно 25—30 млн лет.
Однако подавляющее большинство российских озёр относится к небольшим; многочисленны озёра на северо-западе европейской части России (особенно в Карелии) и на Западно-Сибирской равнине. Среди озёр преобладают пресные, но имеются и солёные, крупнейшее из которых (1990 км²) — Чаны в юго-западной Сибири:65-80.
Крупнейшие озёра России
| название озера                   | площадь, км² | макс. глубина, м | бассейн реки (вытекает) | регионы России, другие страны                                                                 |
| -------------------------------- | ------------ | ---------------- | ----------------------- | --------------------------------------------------------------------------------------------- |
| Каспийское море                  | 396 000      | 1026             | бессточное              | Россия (Астраханская область, Калмыкия, Дагестан), Азербайджан, Казахстан, Туркменистан, Иран |
| Байкал                           | 31 722       | 1637             | Ангара — Енисей         | Иркутская область, Бурятия                                                                    |
| Ладожское озеро                  | 17 700       | 230              | Нева                    | Карелия, Ленинградская область                                                                |
| Онежское озеро                   | 9690         | 127              | Свирь                   | Карелия, Ленинградская область, Вологодская область                                           |
| Таймыр                           | 4560         | 26               | Нижняя Таймыра          | Красноярский край                                                                             |
| Ханка                            | 4190         | 11               | Сунгача — Уссури        | Россия (Приморский край), Китай                                                               |
| Псковско-Чудское озеро           | 3555         | 15               | Нарва                   | Россия (Псковская область), Эстония                                                           |
| Чаны                             | 2000         | 7                | бессточное              | Новосибирская область                                                                         |
| Выгозеро (Выгозерское вдхр.)     | 1250         | 40               | Выг                     | Карелия                                                                                       |
| Белое озеро                      | 1125         | 33               | Шексна (Волга)          | Вологодская область                                                                           |
| Топозеро (Кумское водохранилище) | 986          | 56               | Ковда                   | Карелия                                                                                       |
| Ильмень                          | 982          | 10               | Волхов                  | Новгородская область                                                                          |
| Имандра                          | 876          | 67               | Нива                    | Мурманская область                                                                            |
| Хантайское озеро                 | 822          | 520              | Хантайка — Енисей       | Красноярский край                                                                             |
| Сегозеро (Сегозерское вдхр.)     | 815          | 97               | Сегежа                  | Карелия                                                                                       |
| Пясино                           | 735          | 10               | Пясина                  | Красноярский край                                                                             |
| Кулундинское озеро               | 728          | 4                | бессточное              | Алтайский край                                                                                |
| Пяозеро (Кумское водохранилище)  | 659          | 49               | Ковда                   | Карелия                                                                                       |
| Нерпичье                         | 552          | 12               | Камчатка                | Камчатский край                                                                               |

### Водохранилища
Всего в России около 4 тысяч водохранилищ объёмом более 1 млн м³. Крупнейшие по площади водохранилища Европейской части России — Рыбинское и Куйбышевское («Самарское море»). Цепочка водохранилищ протянулась по течениям Волги и Камы. Эти водохранилища, как правило, имеют относительно небольшую ширину и весьма значительную длину — 160—320 км. В Сибири крупные водохранилища располагаются в верхнем течении Енисея (Шушенское, Красноярское), на его главном притоке Ангаре (Братское водохранилище длиной 550 км, одно из самых больших в мире) и на реке Вилюй, левом притоке Лены (Вилюйское). На северо-западе России в водохранилища преобразованы некоторые естественные озёра. Уникальным, как по площади, так и по объёму, является Иркутское водохранилище, включающее в себя озеро Байкал и имеющее полезный объём 46,4 км³.
Крупнейшие по площади водохранилища России
| название                               | площадь, км² | глубина макс., м | объём., км³ | река                     | регион                                                                              |
| -------------------------------------- | ------------ | ---------------- | ----------- | ------------------------ | ----------------------------------------------------------------------------------- |
| Куйбышевское (Самарское) водохранилище | 6500         | 40               | 58,0        | Волга                    | Самарская область, Ульяновская область, Татарстан                                   |
| Братское водохранилище                 | 5470         | 150              | 169,3       | Ангара                   | Иркутская область                                                                   |
| Рыбинское водохранилище                | 4580         | 25-30            | 25,5        | Волга                    | Ярославская область, Вологодская область, Тверская область                          |
| Волгоградское водохранилище            | 3117         | 38               | 31,5        | Волга                    | Волгоградская область, Саратовская область                                          |
| Цимлянское водохранилище               | 2700         | 35               | 23,9        | Дон                      | Ростовская область, Волгоградская область                                           |
| Зейское водохранилище                  | 2419         |                  | 68,4        | Зея                      | Амурская область                                                                    |
| Вилюйское водохранилище                | 2360         | 70               | 35,9        | Вилюй                    | Республика Саха (Якутия)                                                            |
| Богучанское водохранилище              | 2326         | 75               | 58,2        | Ангара                   | Красноярский край, Иркутская область                                                |
| Усть-Хантайское водохранилище          | 2230         |                  | 22,5        | Хантайка                 | Красноярский край                                                                   |
| Чебоксарское водохранилище             | 2190         | 21               | 4,6         | Волга                    | Чувашия, Марий Эл                                                                   |
| Красноярское водохранилище             | 2000         | 105              | 73,3        | Енисей                   | Красноярский край, Хакасия                                                          |
| Камское водохранилище                  | 1910         | 30               | 12,2        | Кама                     | Пермский край                                                                       |
| Кумское водохранилище                  | 1910         | 56               | 9,8         | Ковда, Топозеро, Пяозеро | Карелия                                                                             |
| Усть-Илимское водохранилище            | 1873         | 91               | 58,9        | Ангара                   | Иркутская область                                                                   |
| Саратовское водохранилище              | 1831         | 25               | 12,9        | Волга                    | Саратовская область, Самарская область, Ульяновская область                         |
| Шекснинское водохранилище              | 1670         | 17               | 6,5         | Шексна                   | Вологодская область                                                                 |
| Горьковское водохранилище              | 1590         | 22               | 8,7         | Волга                    | Нижегородская область, Костромская область, Ивановская область, Ярославская область |
| Выгозерское водохранилище              | 1143         | 40               | 6,5         | Выг                      | Карелия                                                                             |
| Воткинское водохранилище               | 1120         | 28               | 9,4         | Кама                     | Удмуртия, Пермский край                                                             |
| Новосибирское водохранилище            | 1082         | 25               | 8,8         | Обь                      | Новосибирская область, Алтайский край                                               |
| Нижнекамское водохранилище             | 1080         | 20               | 2,9         | Кама                     | Татарстан, Башкортостан, Удмуртия                                                   |
| Сегозерское водохранилище              | 815          | 103              | 23,4        | Сегежа                   | Карелия                                                                             |
| Бурейское водохранилище                | 750          |                  | 20,9        | Бурея                    | Амурская область, Хабаровский край                                                  |
| Верхнетуломское водохранилище          | 745          |                  | 11,5        | Тулома                   | Мурманская область                                                                  |
| Саяно-Шушенское водохранилище          | 621          | 220              | 31,3        | Енисей                   | Красноярский край, Хакасия, Тыва                                                    |
| Курейское водохранилище                | 558          |                  | 10,0        | Курейка                  | Красноярский край                                                                   |
| Серебрянское водохранилище             | 556          |                  | 4,2         | Воронья                  | Мурманская область                                                                  |
| Пролетарское водохранилище             | 510          | 7                | 2,3         | Западный Маныч           | Ростовская область, Республика Калмыкия                                             |

### Болота
Болота занимают на территории России около 2 млн км²; в Западной Сибири заболоченные земли покрывают до 50 % территории. На северо-западе Европейской части России преобладают верховые болота, в остальных регионах — низинные. Подавляющее большинство болот степной и лесостепной зон относится к низовым.

### Гейзеры

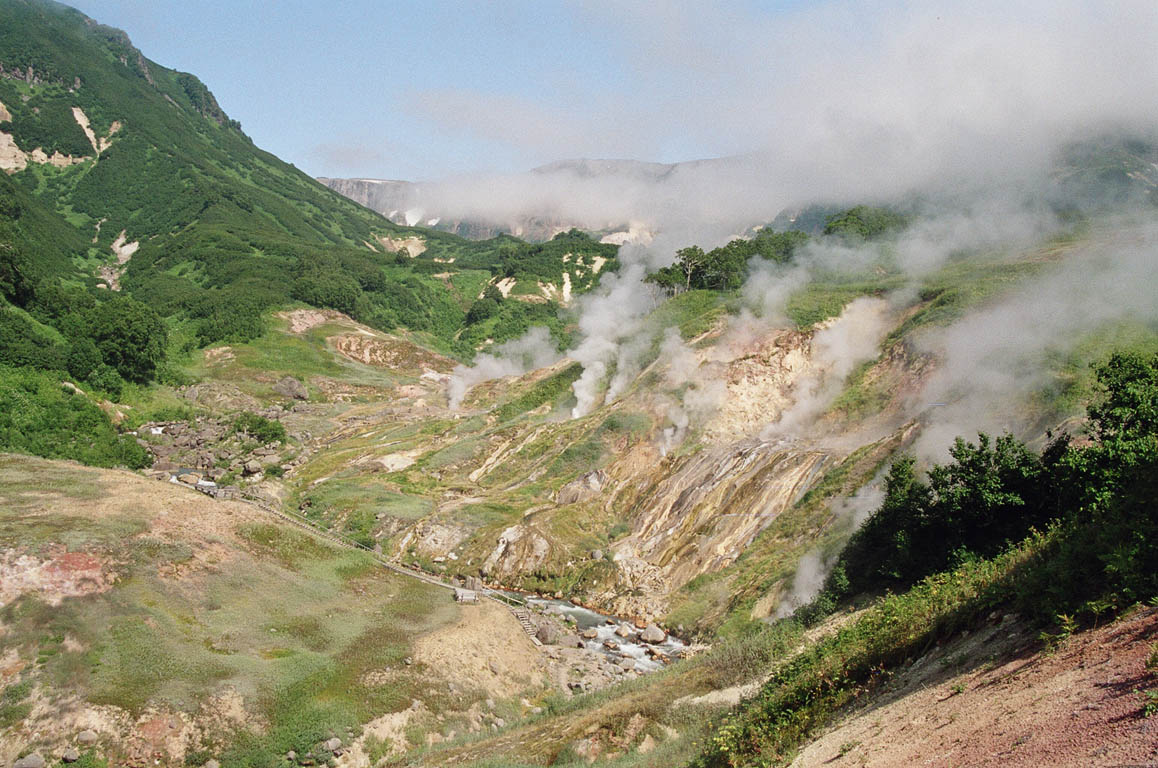
Долина гейзеров

Гейзеры в России немногочисленны, несмотря на то, что зоны сейсмической активности в России имеют значительную площадь.
В 1941 году в долине реки Гейзерной были обнаружены около 20 крупнейших извергающихся гейзеров и 80 менее приметных. Самый большой гейзер Камчатки — Великан, выбрасывающий струи воды высотой 40 метров и пара высотой несколько сот метров. Сейчас Долина гейзеров — это геотермальный заповедник на Камчатке. Также существует Малая долина гейзеров.
Долина гейзеров — вулканический каньон шириной всего около двух километров и длиной чуть более четырёх. В июне 2007 года часть долины была засыпана крупным оползнем.

## Климат

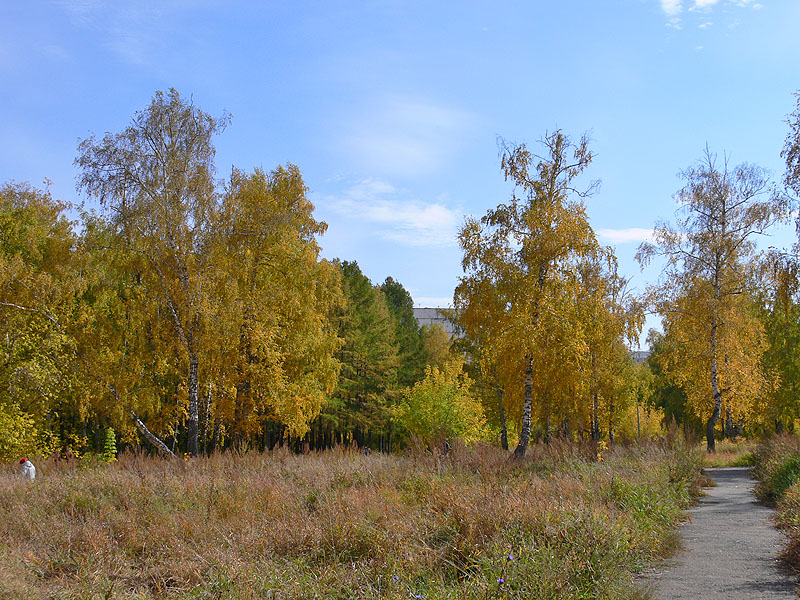
Начало осени, Сибирь

Климат России сформирован под воздействием нескольких определяющих факторов. Один из важнейших — огромные размеры территории и удалённость многих районов от моря (бо́льшая часть территории страны удалена от моря более чем на 400 км, а некоторые районы — на 2400 км), что обусловило преобладание континентального климата. Благодаря расположению России в северных широтах доминирует холодный климат (лишь юг европейской части России, некоторые участки южной Сибири и Приморье находятся к югу от 50° с. ш., при этом более половины территории лежит к северу от 60° с. ш.). Горы на юге страны препятствуют поступлению тёплых воздушных масс с Индийского океана, а равнинный характер территории на западе и на севере делает страну открытой арктическому и атлантическому влияниям. Как следствие, на значительной части территории можно выделить лишь два чётко выраженных сезона — зиму и лето; весна и осень являются краткими периодами смены крайне низких температур крайне высокими. Самый холодный месяц — январь (на побережье морей — февраль), самый тёплый — обычно июль. Россия расположена в четырёх климатических поясах — арктическом, субарктическом, умеренном и субтропическом; наиболее протяжённый из них — умеренный; субтропический климат в России представлен узкой причерноморской полосой аннексированного Крыма и Кавказа.
Зимой влияние холодных материковых воздушных масс ведёт к формированию областей высокого давления во внутренних районах страны; среднеянварское атмосферное давление на юге Сибири — 1040 миллибар; от этих районов области высокого давления распространяются на запад, вдоль границ России с Казахстаном и Украиной. Под влиянием размещения областей высокого давления зимой в Европейской России преобладают юго-западные ветры, на большей части Сибири — южные, на Дальнем Востоке — северо-западные. Летом складывается обратная ситуация; воздушные массы прогреваются, и в Азиатской части страны формируются области низкого давления, поэтому летнее направление ветров подчас противоположно зимнему; в Европейской части России летом ветры дуют в основном с северо-запада, в Сибири — с севера, на Дальнем Востоке — с юго-востока.
Вышеописанные особенности перемещения воздушных масс способствуют сглаживанию разницы между зимними температурами на юге и на севере страны. Так, на Русской равнине изотермы января имеют меридиональное направление; зимние температуры на одной широте понижаются при движении с запада на восток; среднеянварская температура в Санкт-Петербурге — −6 °C., −27 °C в Туруханске (в нижнем течении Енисея), −39 °C в Якутске и −45 °C в Верхоянске. При этом среднеянварские температуры вдоль монгольской границы лишь немногим выше, чем на побережье Северного Ледовитого океана. Холодные ветры, дующие с материка на Дальнем Востоке, формируют низкие температуры (так, например, во Владивостоке, находящемся на широте французской Ривьеры, средняя температура января — −12 °C). Летние температуры более зависят от широты местности; среднеиюльская температура колеблется от 4 °C на островах Северного Ледовитого океана до 23 °C на Прикаспийской низменности. Крайние значения температуры сильно отличаются от средних; самая низкая температура в мире (кроме Антарктики) — −71 °C) — зафиксирована в Оймяконе (к юго-востоку от Верхоянска); самая высокая температура на территории современной России (+45,4 °C) была зарегистрирована на метеостанции Утта в Калмыкии летом 2010 года. В результате разница между зимними и летними температурами очень велика (и увеличивается при движении во внутренние районы). Средние температуры июля и января в Москве различаются на 28 °C, на 42 °C в Туруханске и на 64 °C в Якутске. Крайне низкие зимние температуры являются отличительной чертой климата страны (на большей части территории среднегодовые температуры ниже нуля, среднегодовая температура по всей территории России, в том числе и на незаселённой, составляет −5,5 °C); продолжительность безморозного периода на Северном Кавказе превышает 6 месяцев и варьирует от шести до трёх месяцев в европейской части России, от трёх до одного месяца в Сибири. Во многих районах России образуется слой многолетнемёрзлых пород мощностью в несколько сот метров (на левобережье Вилюя почва промерзает до глубины 1500 м); многолетняя (вечная) мерзлота занимает площадь около 10 млн км² или 60 % территории страны. При средних температурах ниже −6 °C в некоторых районах Сибири в результате промерзания верхних слоёв горных пород образуются многолетние бугры пучения — гидролакколиты — иногда достигающие 60 м в высоту; реки покрываются наледями объёмом до 22 млн м³. Однако вследствие глобального потепления за XX век среднегодовая температура России повысилась почти на 1 °C; наиболее интенсивно потепление шло в 1970-е и в 1990-е годы; 1998 год для России стал самым тёплым годом XX века.

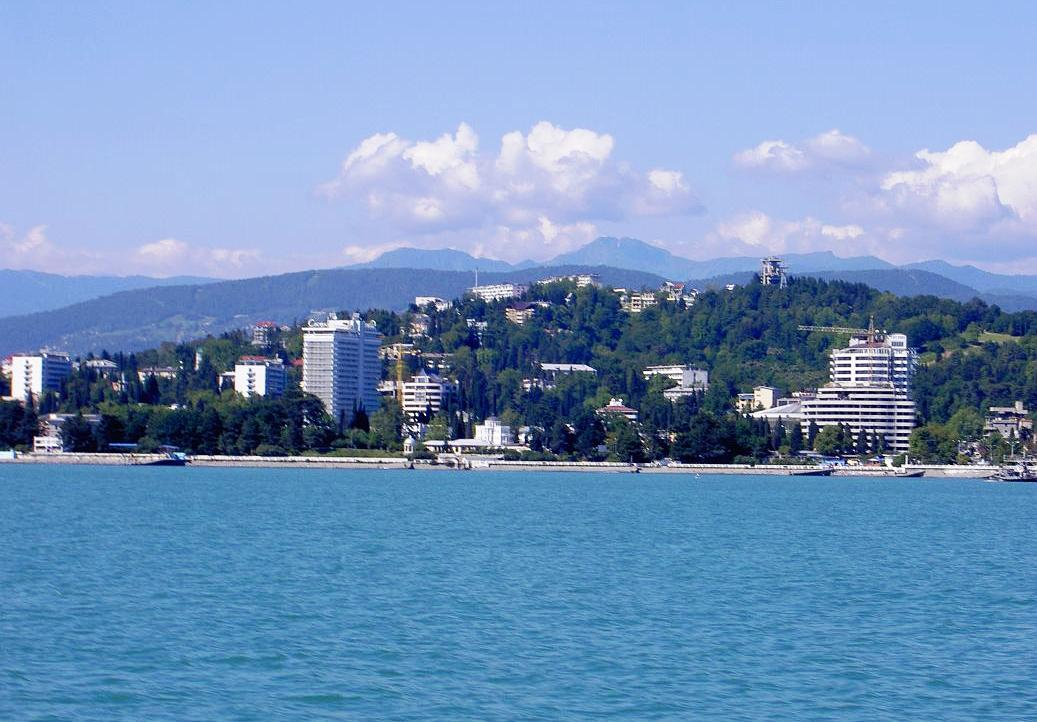
Разгар летнего сезона, Сочи

Важнейшими особенностями выпадения осадков в России являются невысокие средние многолетние нормы осадков и чётко выраженный летний максимум. В европейской части России и в Западной Сибири количество осадков уменьшается с северо-запада на юго-восток. В этих частях страны выпадает не более 600 мм осадков в год (исключением является Калининградская область, где выпадает более 700 мм осадков в год); годовая норма осадков изменяется от 533 мм в Москве до 203 мм в низовьях Волги. В Восточной Сибири годовая норма осадков почти повсеместно не превышает 400 мм; а Верхоянске составляет лишь 127 мм, в Прибайкалье несколько выше (Улан-Удэ — 241 мм). Существенно выше (благодаря летним муссонам) средняя многолетняя норма осадков на Дальнем Востоке (600—900 мм). При этом норма осадков изменяется с высотой; на наиболее высоких хребтах Урала выпадает свыше 711 мм осадков в год, в Сихотэ-Алине — более 1000 мм, в западной части Большого Кавказа — около 1400 мм. Снежный покров — характерное явление для подавляющей части территории России, его мощность и продолжительность залегания оказывают существенное влияние на сельское хозяйство. Продолжительность залегания снежного покрова изменяется как в зависимости от широты местности, так и в зависимости от абсолютной высоты; на Восточно-Европейской равнине она составляет 40—200 дней в году, в Сибири — 120—250 дней в году.:50-59

## Почвы, растительность и животный мир. Природные зоны

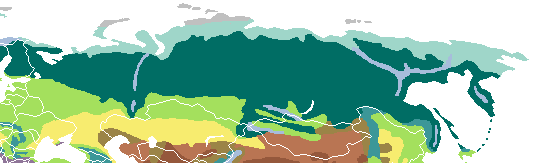
Арктические пустыни
Тундра
Альпийская тундра
Тайга
Горные леса
Умеренные широколиственные леса
Умеренные степи
Сухие степи

Климатические условия, почвы, растительность и животный мир находятся в тесной взаимосвязи. В пределах России выделяют несколько природных зон — зоны арктических пустынь, тундры, лесотундры, тайги, смешанных и широколиственных лесов, лесостепи,
степи, полупустынь и пустынь. Наиболее чётко природная зональность выражена к западу от Енисея, к востоку от Енисея зональность прослеживается слабее из-за сложного характера рельефа и резко континентального климата. Поскольку значительная часть территории страны занята горами, для многих районов характерна высотная поясность.:84-109

### Арктические пустыни
В пределах зоны арктических пустынь расположены Земля Франца-Иосифа, Новосибирские острова, остров Врангеля, большие части Новой Земли и Северной Земли, а также ряд мелких островов Арктики. Арктические пустыни представляют собой бесплодные земли, скованные вечной мерзлотой и покрытые крупными ледниками (общая площадь покровного оледенения — более 56 тыс. км²). Почвы очень бедны гумусом. Растительность почти отсутствует и представлена преимущественно лишайниками. Животный мир также крайне беден — там живут белые медведи, белухи, нарвалы, моржи, и тюлени. Летом на скалах — птичьи базары. Их создают кайры, гагары.:84-109

### Тундра

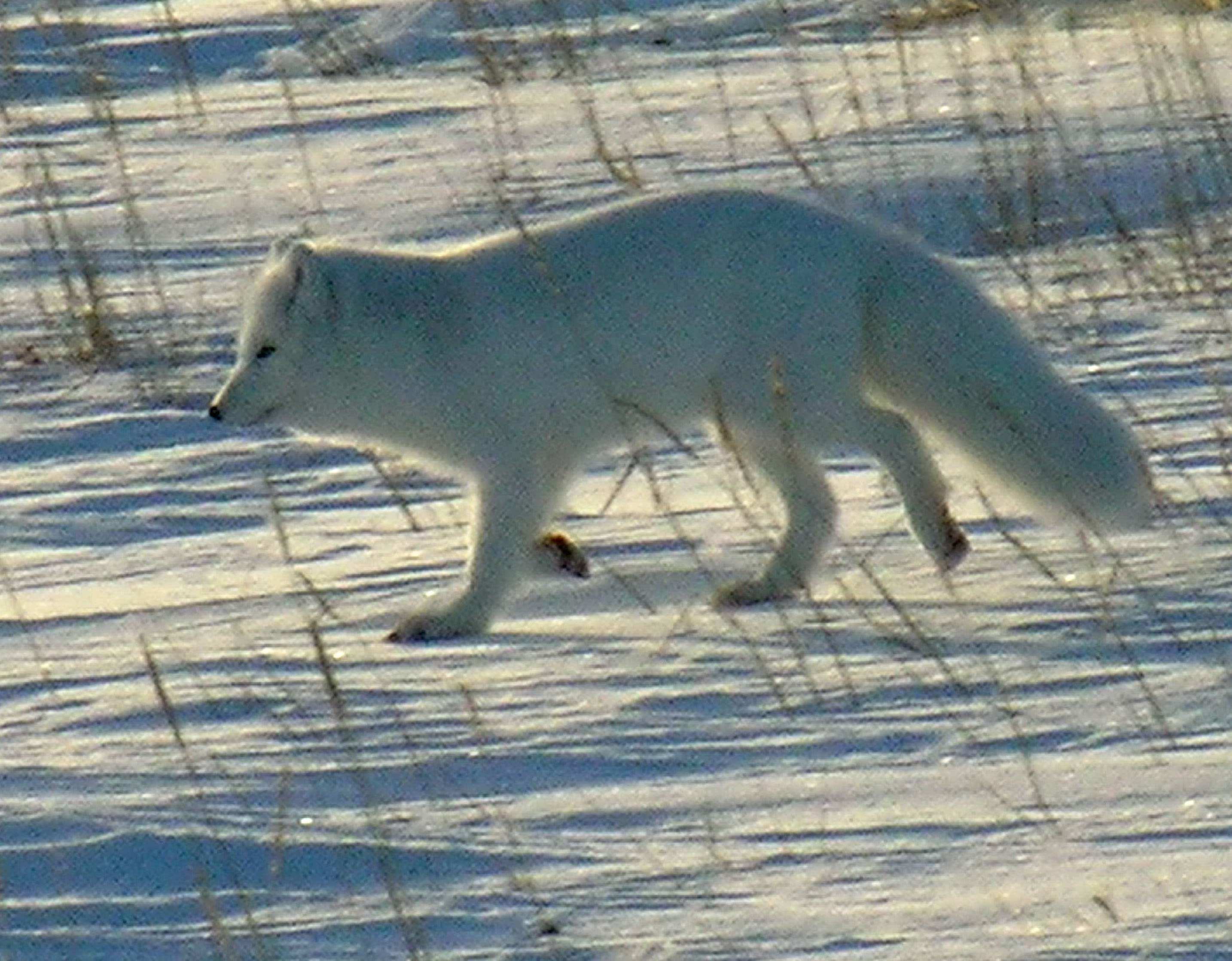
Песец

Зона тундры охватывает около 10 % территории России и находится в пределах арктического и субарктического климатических поясов; простирается от границы с Финляндией на западе до Берингова пролива на востоке. Зона занимает неширокую прибрежную полосу на крайнем севере Европейской части России и достигает максимальной ширины 500 км в Сибири; значительную протяжённость имеет также на крайнем северо-востоке России, где на юг простирается до северной части полуострова Камчатка. Тундра практически безлесна; вечная мерзлота залегает близко к поверхности и задерживает влагу, образующуюся при оттаивании верхнего слоя почвы. Годовая сумма осадков значительно превышает испаряемость. В результате сочетания низких температур с высокой влажностью растительность даёт мало органического материала, поэтому почвы крайне бедны и — из-за медленного разложения материала — сильно окислены. Типичная тундровая почва включает тонкий слой гумуса, под которым находится глеевый горизонт; ещё глубже — вечная мерзлота. Размещение растительности имеет дискретный характер; многочисленны лишайники, мхи, кустарнички, кустарники. Поскольку характер растительности меняется с севера на юг, в тундре выделяют две подзоны — арктическую тундру с крупными участками без растительности и широким распространением мхов и лишайников, кустарниковую тундру с мхами, лишайниками, травами, карликовой берёзой. Помимо оленей (используемых местным населением в хозяйстве), типичными обитателями тундры являются песец, овцебык, лемминг, белая сова, куропатка, гагара.:84-109

### Лесотундра
Зона лесотундры протянулась узкой полосой (20—200 км) вдоль южной границы тундры от Кольского полуострова до Колымы. Находится в пределах субарктического климатического пояса. От тундры отличается, прежде всего, характером растительности — в лесотундре произрастают низкорослая берёза, лиственница и ель. Значительные площади занимают торфяные болота. На юге лесотундра постепенно переходит в таёжный лес.:84-109

### Лесолуговая зона
В России встречается на юге Камчатского края. Является приокеаническим аналогом лесотундры, от которой отличается более мягким и влажным климатом. Состоит из лугово-лесных ландшафтов, переходных от субарктических к бореальным ландшафтам. В бассейне реки Камчатки существует анклав северотаёжных ландшафтов, который включён в лесолуговую природную зону.
Теплообеспеченность низкая. Климатическое лето, за исключением некоторых континентальных районов, отсутствует, но имеется непродолжительный период активной вегетации растений. Зима на побережье умеренно-холодная и снежная, в континентальных районах — более суровая.
Почвы относятся к бореальному и полярному почвенным поясам: дерново-глеевые, вулканические, подбуры таёжные и подбуры тундровые.
Побережье занято парковыми каменноберёзовыми лесами, лугами и болотами. В горах встречаются заросли кедрового стланика и тундры. В центре Камчатки появляются леса из лиственницы и ели. По берегам рек можно увидеть тополь душистый и чозению, здесь же сосредоточено наибольшее на Камчатке разнообразие кустарников.

### Тайга
Тайга — наиболее обширная природная зона России — протянулась от западных границ России до Тихого океана. Занимает территории Восточно-Европейской и Западно-Сибирской равнин к северу от 56°—58° с. ш. и большую часть территории к востоку от Енисея; таёжные леса доходят до южных границ России в Сибири; всего на тайгу приходится свыше 60 % площади России. В меридиональном направлении тайгу подразделяют на восточную (восточнее Енисея), с континентальным климатом, и западную, с более мягким климатом; в целом климат зоны влажный, с умеренно тёплым (на севере прохладным) летом и суровой зимой; зимой — устойчивый снежный покров. В широтном направлении тайга подразделяется на три подзоны — северную, среднюю и южную тайгу. В западной тайге густые еловые и пихтовые леса на заболоченных землях чередуются с сосновыми лесами, кустарниками и лугами на более лёгких почвах. Подобная растительность характерна и для восточной тайги, но там бо́льшую роль играет не ель, а лиственница. Хвойный лес, однако, не образует непрерывный массив, а разрежен участками берёзы, ольхи, ивы (в основном по долинам рек), на переувлажнённых территориях — обширными болотами. В пределах тайги широко распространены пушные звери — соболь, белка, куница, горностай; обитают лось, бурый медведь, росомаха, волк, ондатра.:84-109

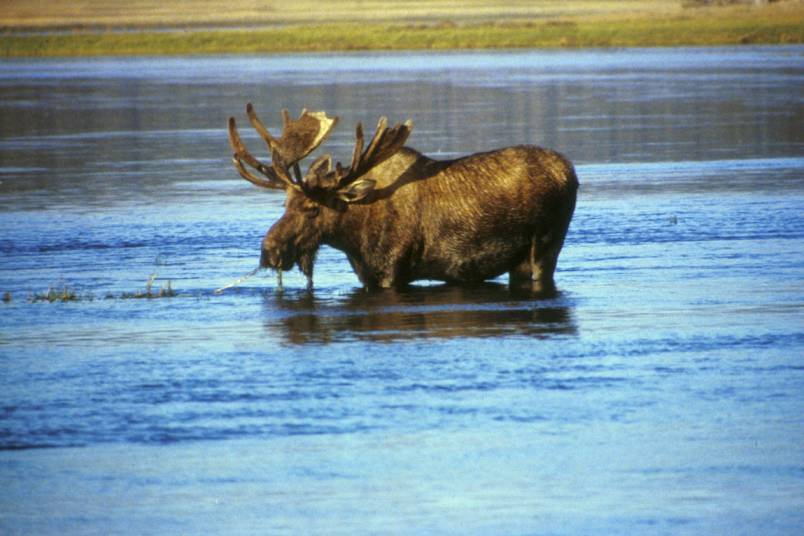
Лось

В тайге преобладают подзолистые и мерзлотно-таёжные почвы, характеризующиеся чётко выраженной горизонтальной структурой (лишь в южной тайге появляются дерново-подзолистые почвы). Формируются в условиях промывного режима, бедны гумусом. Грунтовые воды, обычно находящиеся в тайге близко к поверхности, вымывают железо и кальций из верхних слоёв; в результате верхний слой таёжной почвы обесцвечен и окислен. Немногие участки тайги, пригодные для земледелия, расположены преимущественно в Европейской части России. Большие площади заняты сфагновыми болотами (здесь преобладают подзолисто-болотные почвы). Для обогащения почв в хозяйственных целях необходимо внесение известковых и других удобрений.
Российская тайга обладает крупнейшими в мире запасами хвойной древесины, но год от года — в результате интенсивной вырубки — они уменьшаются. Развиты охотничье хозяйство, земледелие (преимущественно по долинам рек).

### Смешанные и широколиственные леса
Южная тайга в Европейской части России сменяется смешанными лесами. Зона смешанных и широколиственных лесов имеет вид треугольника, основанием лежащего у западных границ страны, вершиной же упирающегося в Уральские горы. Климат умеренно континентальный, довольно влажный; продолжительное, тёплое лето, продолжительная, умеренно-холодная зима (в европейской части зоны); средняя температура июля+16…21 °C, января −6…−14 °C в европейской части и до −28 °C на Дальнем Востоке. Годовая сумма осадков достигает 500—800 мм. Это примерно равно испарению. Коэффициент увлажнения чуть больше единицы, поэтому заболоченность здесь значительно ниже, чем в тайге. Основные древесные породы смешанных лесов — ель европейская, берёза и сосна обыкновенная, широколиственных — липа и дуб; произрастают также осина, ясень, вяз, клён и граб. В Западной Сибири зона продолжается узкой полосой берёзовых и осиновых лесов, отделяющих тайгу от лесостепи. Агроклиматические условия на бо́льшей части зоны благоприятные. Из животных часто встречаются косуля, волк, куница, лисица и белка. Типы почв сменяются с севера на юг. Если в северной части зоны ещё распространены подзолистые почвы, то в южной преобладают дерново-подзолистые (под смешанными лесами) и серые лесные (под широколиственными лесами), менее увлажнённые и менее окислённые, сравнительно с чистыми подзолами. Относительно почв тайги почвы смешанных лесов богаты гумусом. — Зона смешанных лесов имеется также на Дальнем Востоке — на юге Приморья и среднего Приамурья (основные древесные породы — ель аянская, пихта цельнолистная и белокорая, азиатские виды дуба, вяза, граба, маньчжурский орех). Богата и своеобразна фауна дальневосточных смешанных лесов — здесь обитают амурский тигр, пятнистый олень, белогрудый медведь, енотовидная собака, маньчжурский заяц, дальневосточный лесной кот, фазан, утка-мандаринка и др.; очень разнообразны насекомые.:84-109
По некоторым современным схемам районирования зона смешанных и широколиственных лесов подразделяется на зоны подтайги и широколиственных лесов.
Зона подтайги (смешанных лесов) протянулась сужающейся полосой от Калининградской и Смоленской областей на западе и почти до Красноярска на востоке. Далее, после перерыва подтайга вновь появляется на юге Амурской и заканчивается на юге Сахалинской области. Подтаёжные ландшафты включены в группу бореальных ландшафтов, но по своей сути являются переходными от бореальных к суббореальным ландшафтам. Теплообеспеченность климата достигает 2000—2200 °С. Почвы в восточноевропейском секторе дерново-подзолистые, в западносибирском — серые лесные, в дальневосточном — бурые лесные. В лесах доминируют бореальные породы: ели европейская, сибирская (корейская) и аянская, пихты белокорая и сахалинская, сосна обыкновенная, белые берёзы, осина. Представители неморального (широколиственного) комплекса растений встречаются в виде примеси, но могут преобладать в нижнем ярусе древостоя и подлеске.
Зона широколиственных лесов встречается в Европейской России и на Дальнем Востоке. В Европейской России она занимает юг Брянской области. Широколиственнолесные ландшафты от Калужской области до Башкирии отнесены к северной подзоне лесостепи. На Дальнем Востоке зона широколиственных лесов охватывает Приморье и юг Приамурья, на север приблизительно до линии Свободный — Хабаровск — Терней. Широколиственнолесные ландшафты входят в группу суббореальных ландшафтов. Теплообеспеченность климата увеличивается до 2500 °С и более. Зональные типы почв в Европейской России серые лесные, на Дальнем Востоке бурые лесные. Древостой состоит преимущественно из неморального (широколиственного) комплекса растений с преобладанием дуба черешчатого на западе страны. На Дальнем Востоке неморальный комплекс представлен не только широколиственными, но и некоторыми хвойными породами: кедром корейским, пихтой цельнолистной.

### Лесостепь

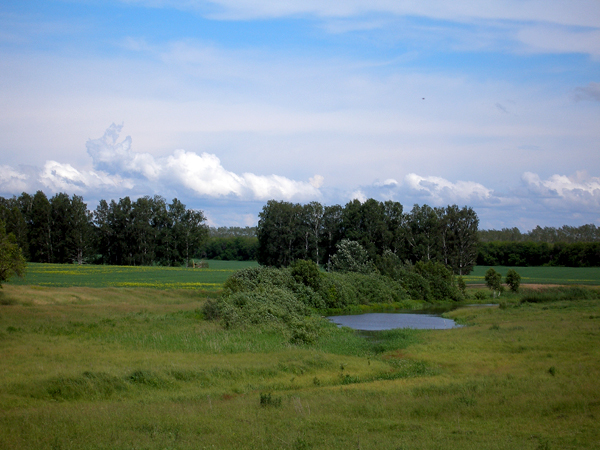
Лесостепной ландшафт. Алтайский край

Зона лесостепи является, как и следует из названия, переходной между лесной зоной и степью; тянется почти непрерывной полосой от границ Центральной Украины через Восточно-Европейскую равнину, юг Урала и Западную Сибирь до Алтая. Средняя температура июля до 21 °C, января до −8 °C в европейской части и до −18 °C в Западной Сибири. Почвы — серые лесные и чернозёмные (последние в северной части зоны в основном оподзоленный и выщелоченные); в Западной Сибири также распространены слабо выщелоченные лугово-чернозёмные почвы. Леса с преобладанием дуба и липы (а также клёна и вяза в Заволжье) в Европейской части страны и с преобладанием берёзы и осины в Азиатской части (в Западной Сибири называемые колками) чередуются со степными участками, всё более расширяющимися к югу, где лесостепь постепенно переходит в степь.:84-109

### Степь
Протяжённость степи с севера на юг в Европейской России — около 200 км. Широкая полоса степи простирается от южной Украины по южной части Восточно-Европейской равнины и северу Казахстана к Алтайским горам. Участки лесостепи и степи встречаются в горных котловинах Южной Сибири. Климатические условия изменяются при движении с запада на восток; сибирские степи отличаются сухостью, суровой зимой и большой контрастностью температур сравнительно с европейскими. Увлажнение недостаточное (так, в кулундинских степях выпадает менее 400 мм осадков) и неустойчивое. Коэффициент увлажнения 1.
Основу степной растительности составляют ковыль, типчак, мятлик, овсяница, пырей, полынь, степные кустарники (карагана, спирея и др.). В степях произрастают также мхи (на севере) и лишайники (на юге); в районах с тёплой весной распространены эфемеры и эфемероиды; на севере велика роль мезофильного разнотравья. Лесная растительность присутствует, главным образом, в речных долинах и низинах. В западной части России естественные степные ландшафты встречаются редко; степь почти полностью распахана (в основном под зерновые культуры). Представители степной фауны отличаются приспособленностью к засушливому климату; характерны различные виды грызунов (сурок и др.), степной волк, лисица и антилопы (на юге), манулы (в степях и лесостепях Сибири). Наиболее распространённые птицы — степной орёл, пустельга, жаворонок, серая куропатка; довольно редки некогда типичные для степи дрофы.
Основной тип степных почв — чернозём; название дано по почти чёрному цвету верхнего горизонта. Верхний слой почвы вследствие обилия травянистой растительности очень богат гумусом. Морозная зима и засушливое лето препятствуют разложению органического материала, и гумификация протекает интенсивно. Бо́льшая часть (свыше 70 %) российских чернозёмов распахана; отмечается общая деградация чернозёмных почв. На юге степной зоны чернозёмы сменяются тёмно-каштановыми почвами, также сильно распаханными.:84-109

### Полупустыняипустыня
Эти природные зоны занимают небольшую часть территории России и находятся в пределах Прикаспийской низменности и юго-западной части Алтайского края. Климат сухой, континентальный. Средняя температура января до −10 °C, июля — до 24 °C. Летом температура в тени нередко достигает 40 °C. Увлажнение крайне недостаточное. В зоне пустынь часты суховеи и пыльные бури, которые образуют холмы (барханы). Растения в этой зоне выносливы. Это полынь, верблюжья колючка и другие. Здесь также растёт саксаул. К характерным для степной зоны России представителям животного мира относятся также тушканчик, корсак; разнообразны в степи змеи и ящерицы. Почвы (каштановые, светло-каштановые, бурые пустынно-степные) сильно засолены, многочисленны солончаки и солонцы.:84-109j

### Субтропикии предсубтропики
В одной из ранних схем физико-географического районирования для России указаны две субтропические природные зоны: средиземноморская и зона вечнозелёных и смешанных лесов. Позднее была выделена субсредиземноморская зона.

#### Средиземноморская зона
Побережье Краснодарского края от Анапы и не доходя до Туапсе. Также на южном берегу аннексированного Крыма.
Климатическая зима как сезон отсутствует. Средняя температура самого холодного месяца — от +4 °С и выше. Осадков выпадает 400—1000 мм за год с пиком в зимние месяцы. Лето жаркое, засушливое и продолжительное. Сухой сезон длится от трёх месяцев и больше.
Почвы коричневые субтропические.
Растительный покров представлен вечнозелёной растительностью с участием хвойных и листопадных пород. Животный мир является смесью субтропических видов и фауны средних широт.
Условия в Анапе и Новороссийске несколько отличаются от общего описания средиземноморской зоны. Оба города относятся к умеренному климатическому поясу. Средние температуры самого холодного месяца — ниже +4 °С. Почвы преимущественно бурые лесные, относящиеся к суббореальному поясу. Преобладает неморальный (широколиственный) комплекс растений с участками субтропической флоры.

#### Субтропические вечнозелёные и смешанные леса

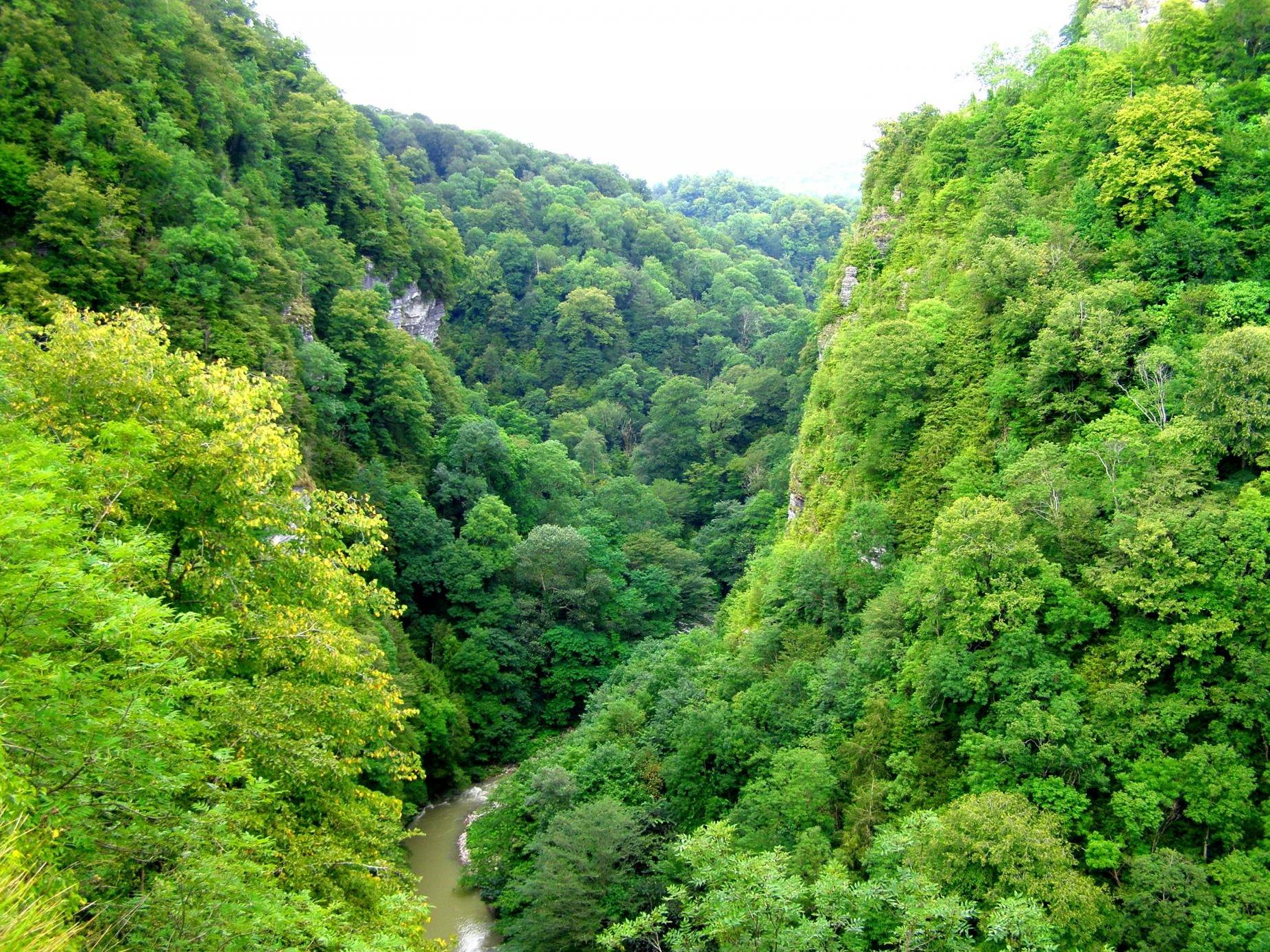
Колхидский лес

В России встречаются в районе Сочи и Туапсе. Ближайшие аналоги находятся на юго-востоке США и Китая, юге Кореи и в Японии.
Территория относится к субтропическому климатическому поясу. Средняя температура самого холодного месяца — выше 0 °С. Средняя температура самого тёплого месяца — выше +21 °С. Осадков выпадает от 800—1200 мм и более в год.
Зональные почвы — субтропические желтозёмы и краснозёмы.
Растительность представлена смесью листопадных, вечнозелёных и хвойных пород. Структура древостоя многоярусная, в лесах обильны лианы и эпифиты. Здесь к обычным для широколиственных лесов животным добавляются более теплолюбивые виды.

#### Субсредиземноморская зона
Включает южный берег аннексированного Крыма и черноморское побережье Краснодарского края, на север до Анапы. Зона состоит из субсредиземноморских и влажных лесных ландшафтов, последние встречаются на линии Сочи — Туапсе. И те и другие относятся к группе предсубтропических ландшафтов, переходных от суббореальных к субтропическим типам ландшафтов. Отдельные участки предсубтропических ландшафтов находятся на юге Дагестана, за пределами субсредиземноморской зоны.
Климатическая зима отсутствует. Средняя температура самого холодного месяца — выше 0 °С (обычно 0…+5 °С). Абсолютные минимумы температуры составляют −20 °С и ниже. Вегетация растений прерывается на короткий зимний период. Теплообеспеченность климата достигает 4500 °С. Лето засушливое, в районе Сочи из-за гор — влажное.
Зональные типы почв — субтропические желтозёмы, краснозёмы и коричневые почвы.
В лесах доминирует неморальный (широколиственный) комплекс растений: дубы, бук, каштан, ясень, граб, клёны, ольха. В подлеске и местами в нижнем ярусе древостоя встречается вечнозелёная субтропическая флора: падуб, самшит, земляничное дерево, рододендрон понтийский, лавровишня и т. д. К субтропическому комплексу относятся также фикус (инжир), гранат, фисташка и др. Деревья во влажных местах увиты лианами: плющом, виноградом, смилаксом, обвойником, ломоносом.
Согласно одобренной ВМО климатической норме 1981—2010 гг. Сочи по зимним условиям уже соответствует влажным субтропическим ландшафтам, для которых характерны температура самого холодного месяца от +5 °С и выше и абсолютные минимумы не ниже −10…-15 °С, что способствует круглогодичной вегетации растений и благоприятно для произрастания вечнозелёных лесов.

## Статистика

### Площадь и границы
Площадь (здесь и далее в разделе — в фактических границах)

общая:
17 125 191 (на 1 января 2019 года), из них:
- водной поверхности: 722 893 км² или 4,22 % от общей территории страны[51]
- суши: 16 402 298 км², из которых:
  - лесные земли: 8 707 055 км² или 50,84 % от общей территории страны
  - лесные насаждения вне лесного фонда: 263 089 км² или 1,54 %
  - болота: 1 545 357 км² или 9,02 %
  - сельскохозяйственные угодья: 2 220 402 км² или 12,97 %
  - многолетняя мерзлота: >11 млн км² или 65 %[52]
  -  особо охраняемые земли РФ: ~12,5 % ~2,1 млн км²[53]

Составной частью территории РФ, помимо суши и внутренних вод (озёр, рек), являются также внутренние морские воды, к которым относятся (1) воды портов; (2) воды заливов, бухт, губ и лиманов (берега которых полностью принадлежат РФ), с шириной входа (входов) в них менее 24 морских миль (44,4 км); (3) воды заливов, бухт, губ и лиманов (берега которых полностью принадлежат РФ) с шириной входа в них более чем 24 морские мили, которые исторически принадлежат России, перечень которых устанавливается Правительством РФ и публикуется в «Извещениях мореплавателям».
| | |
| Искажения площадей в проекции Меркатора. На многих картах северные территории выглядят преувеличенными. | Соотнесение территории РФ с северной частью Африки и Аравийским полуостровом без искажения площадей |

Границы
Общая протяжённость: 60 932 км
Страны, граничащие с Россией: Абхазия (245 км); Азербайджан (350 км); Белоруссия (1239 км); Грузия (561 км); Казахстан (7598,6 км); Китай (4209,3 км); КНДР (39,4 км); Латвия (270,6 км); Монголия (3485 км); Норвегия (219,1 км); Украина (2245,8 км); Финляндия (1325,8 км); Эстония (466,8 км), Южная Осетия (74,0 км). Калининградская область, являющаяся эксклавом, граничит с Литвой (288,5 км) и Польшей (236,3 км). С Японией (194,3 км), США (49 км) и Ираном (57 км) у России имеются только морские границы.
Протяжённость береговой линии
Около 38,5 тыс. км
Морские владения
- Территориальные воды (территориальное море): 12 морских миль[54] (22,2 км) от береговой линии (от сухопутной территории (включая все острова) или от внутренних морских вод при наличии последних в виде соответствующих портов, заливов, бухт, губ и лиманов)[54]
- Прилежащая зона: 24 морские мили[54] (44,4 км) от береговой линии (от сухопутной территории (включая все острова) или от внутренних морских вод при наличии последних в виде соответствующих портов, заливов, бухт, губ и лиманов) или 12 морских миль (22,2 км) от внешней границы территориальных вод
- Исключительная экономическая зона (ИЭЗ): 200 морских миль[59] (370,4 км) от сухопутной территории (включая все острова) или от внутренних морских вод при наличии последних в виде соответствующих портов, заливов, бухт, губ и лиманов); то есть внутренней границей ИЭЗ является внешняя граница территориального моря (территориальных вод)[59]
- Континентальный шельф: морское дно и недра подводных районов (от 200 м или на глубине эксплуатации до 500—1500 м как на юге Охотского моря); располагается за пределами территориального моря (территориальных вод), то есть в пределах ИЭЗ (200 морских миль) при условии, что внешняя граница подводной окраины материка не простирается на расстояние более чем 200 морских миль от внутренней границы территориального моря; если подводная окраина материка простирается на расстояние более 200 морских миль от указанных исходных линий, то внешняя граница континентального шельфа совпадает с внешней границей подводной окраины материка, определяемой в соответствии с нормами международного права (то есть шельф в таком случае выходит и за пределы ИЭЗ).[60]

Общая площадь территориальных вод и исключительной экономической зоны России составляет суммарно около 7 млн км². Площадь континентального шельфа, находящегося под юрисдикцией РФ, —  около 5 млн км², что составляет около 1⁄5 площади всего шельфа Мирового океана.

### Земельные ресурсы
Общий земельный фонд Российской Федерации составляет более 1710 млн га. Освоено менее 20 %. Около 15 % территории суши в России непригодно для сельского хозяйства. 7,11 % почв распахано.

#### Лесные ресурсы
Лесной фонд России в 2020г 1,15 млрд га (11,5 млн км²), покрытые лесом 766 млн га 7,66 млн км², или 46,4 % площади страны около 20 % от всех лесов мира. По данным всемирной книги фактов ЦРУ по состоянию на 2018 год леса покрывают 49,4 % территории России и по этому показателю среди всех государств и территорий мира Россия занимает 51 место в мире.

#### Животный мир
- Список млекопитающих России
- Список птиц России
- Список пресмыкающихся России
- Список земноводных России
- Список рыб пресных вод России

#### Крайние отметки высоты
- низшая точка: на Прикаспийской низменности, −28 м;
- высшая точка: гора Эльбрус, 5642 м[58].